# Manduca
Manduca es un género de lepidópteros glosados de la familia Sphingidae dentro del clado Ditrysia.
Las especies mejor estudiadas son las que se alimentan del tomate, tabaco y plantas relacionadas: M. sexta y M. quinquemaculata.

## Especies
| - Manduca afflicta - Manduca albiplaga - Manduca albolineata - Manduca andicola - Manduca armatipes - Manduca aztecus - Manduca barnesi - Manduca bergarmatipes - Manduca bergi - Manduca blackburni - Manduca boliviana - Manduca brasiliensis - Manduca brontes - Manduca brunalba - Manduca camposi - Manduca caribbeus - Manduca chinchilla - Manduca clarki - Manduca contracta - Manduca corallina - Manduca corumbensis - Manduca dalica - Manduca diffissa - Manduca dilucida - Manduca duquefi - Manduca empusa - Manduca extrema - Manduca feronia - Manduca florestan - Manduca fosteri - Manduca franciscae - Manduca gloriosa - Manduca gueneei - Manduca hannibal - Manduca huascara | - Manduca incisa - Manduca janira - Manduca jasminearum - Manduca johanni - Manduca jordani - Manduca kuschei - Manduca lamasi - Manduca lanuginosa - Manduca lefeburii - Manduca leucospila - Manduca lichenea - Manduca lucetius - Manduca manducoides - Manduca morelia - Manduca mossi - Manduca muscosa - Manduca neglecta - Manduca occulta - Manduca ochus - Manduca pellenia - Manduca prestoni - Manduca quinquemaculata - Manduca reducta - Manduca rustica - Manduca schausi - Manduca scutata - Manduca sesquiplex - Manduca sexta - Manduca stuarti - Manduca trimacula - Manduca tucumana - Manduca undata - Manduca vestalis - Manduca violaalba - Manduca wellingi |

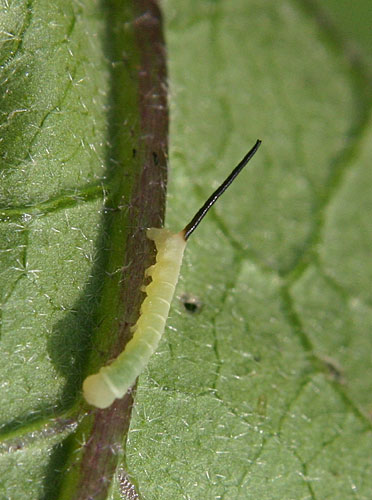
Oruga de Manduca sp., primer estadio
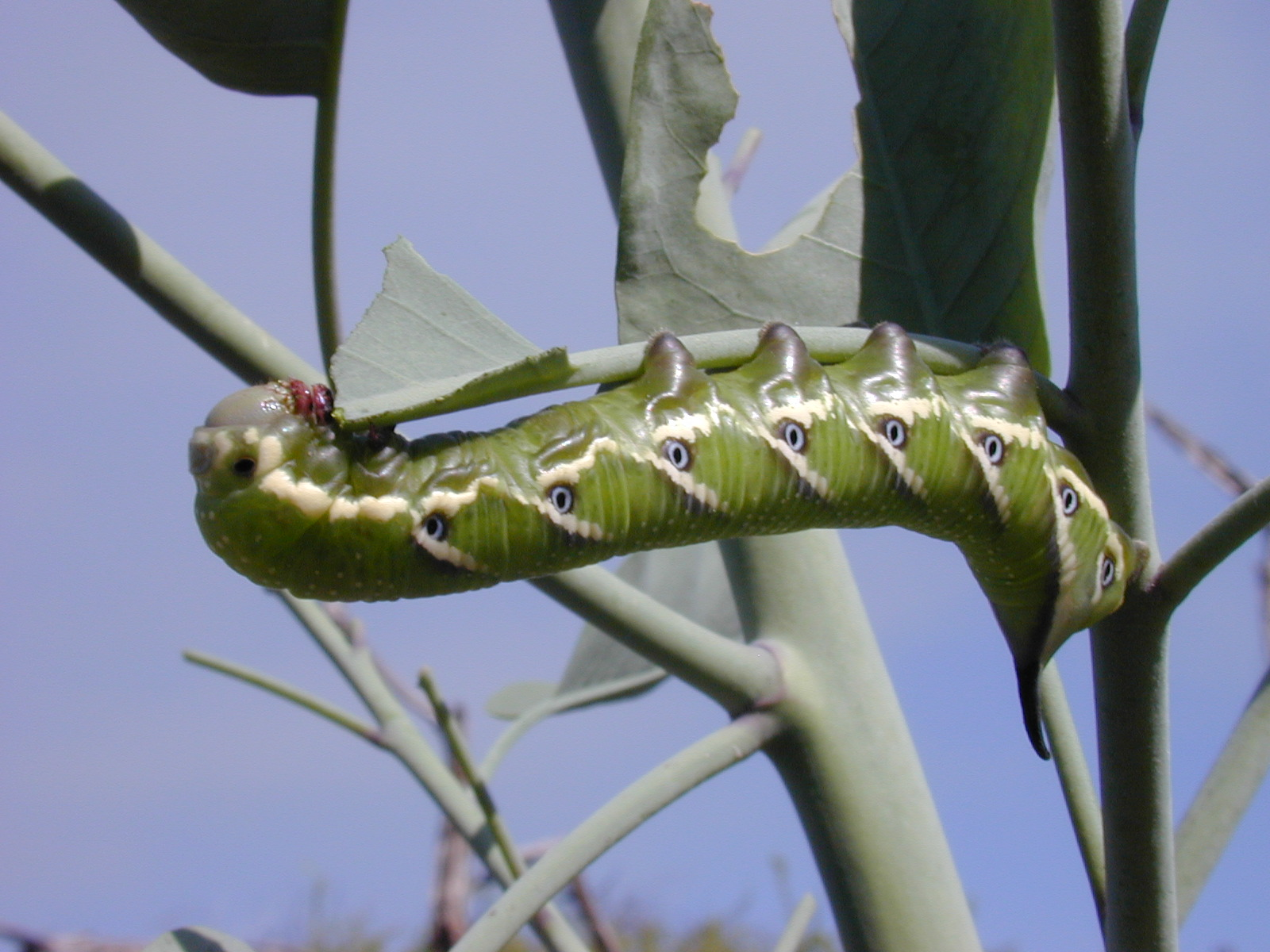
Oruga de Manduca blackburni, estadio tardío
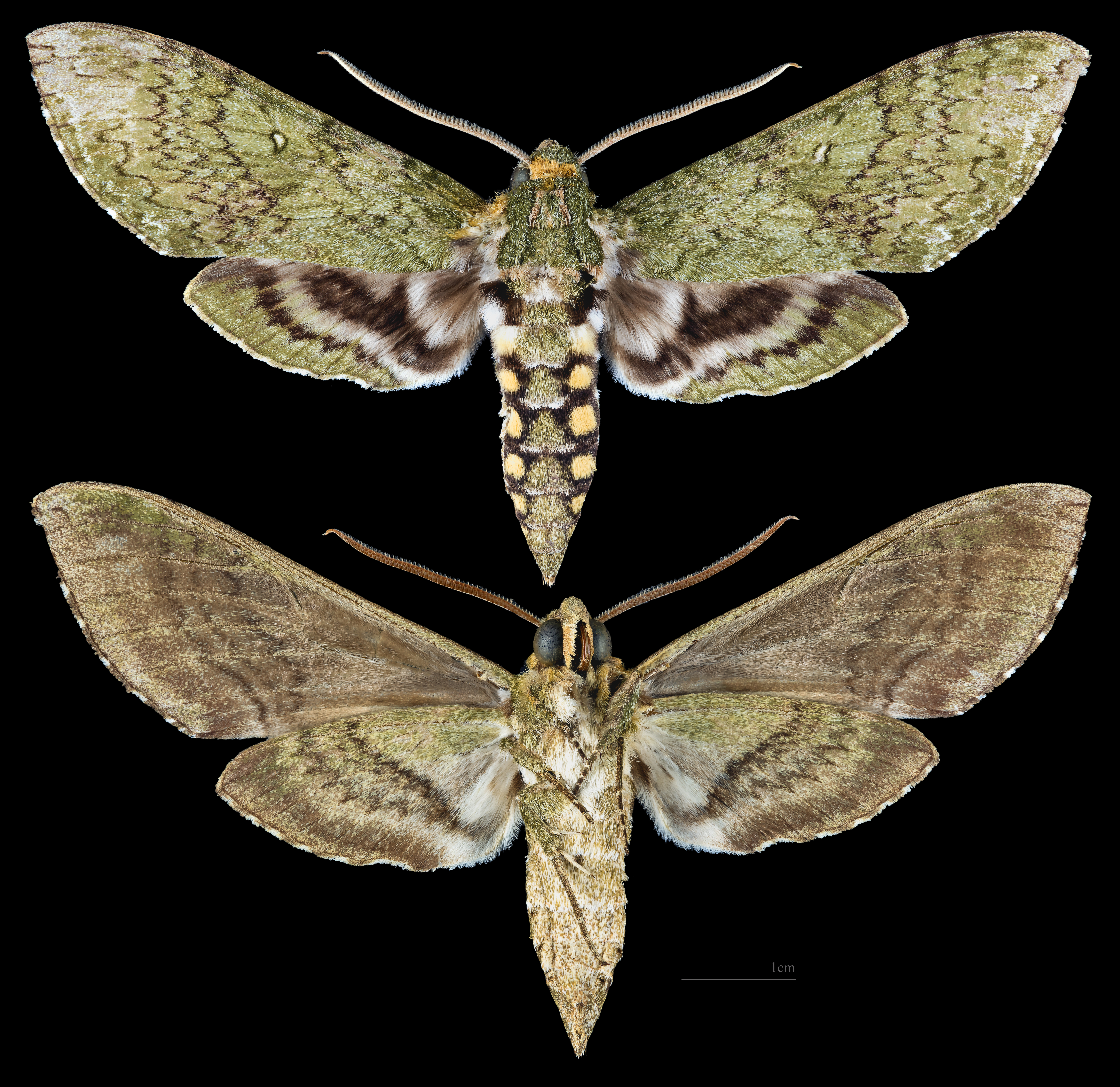
Manduca afflicta
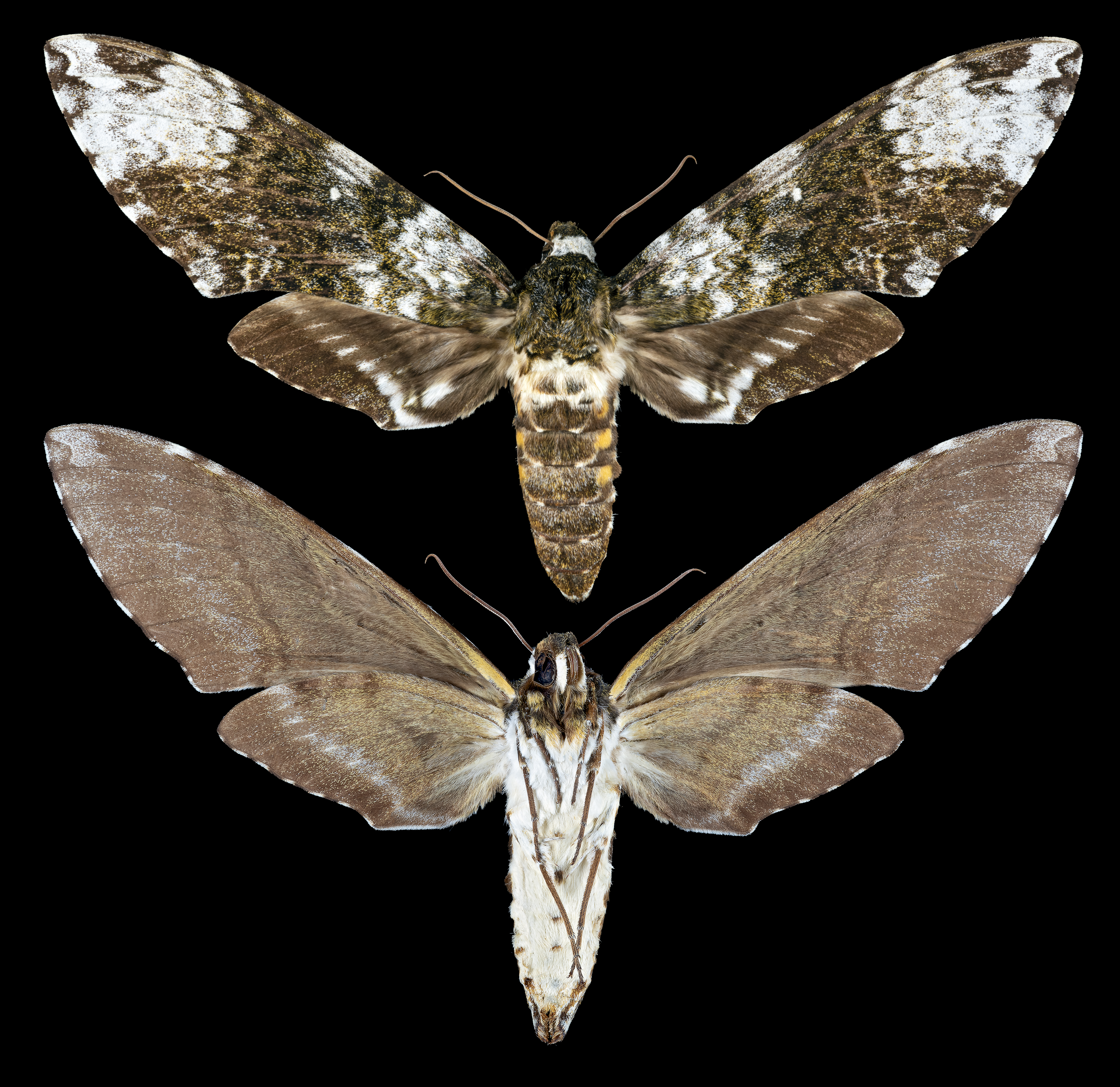
Manduca albiplaga
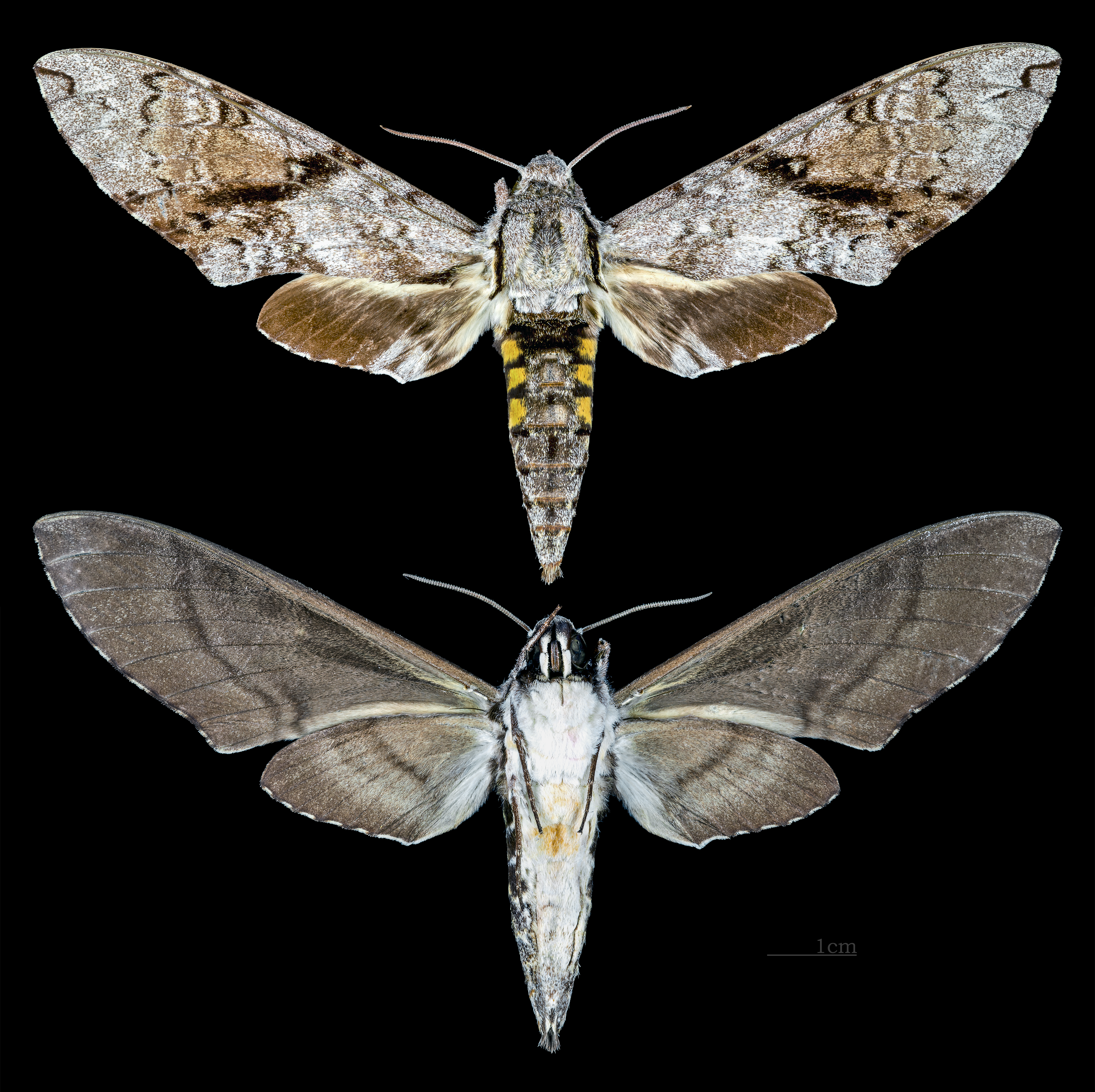
Manduca  andicola
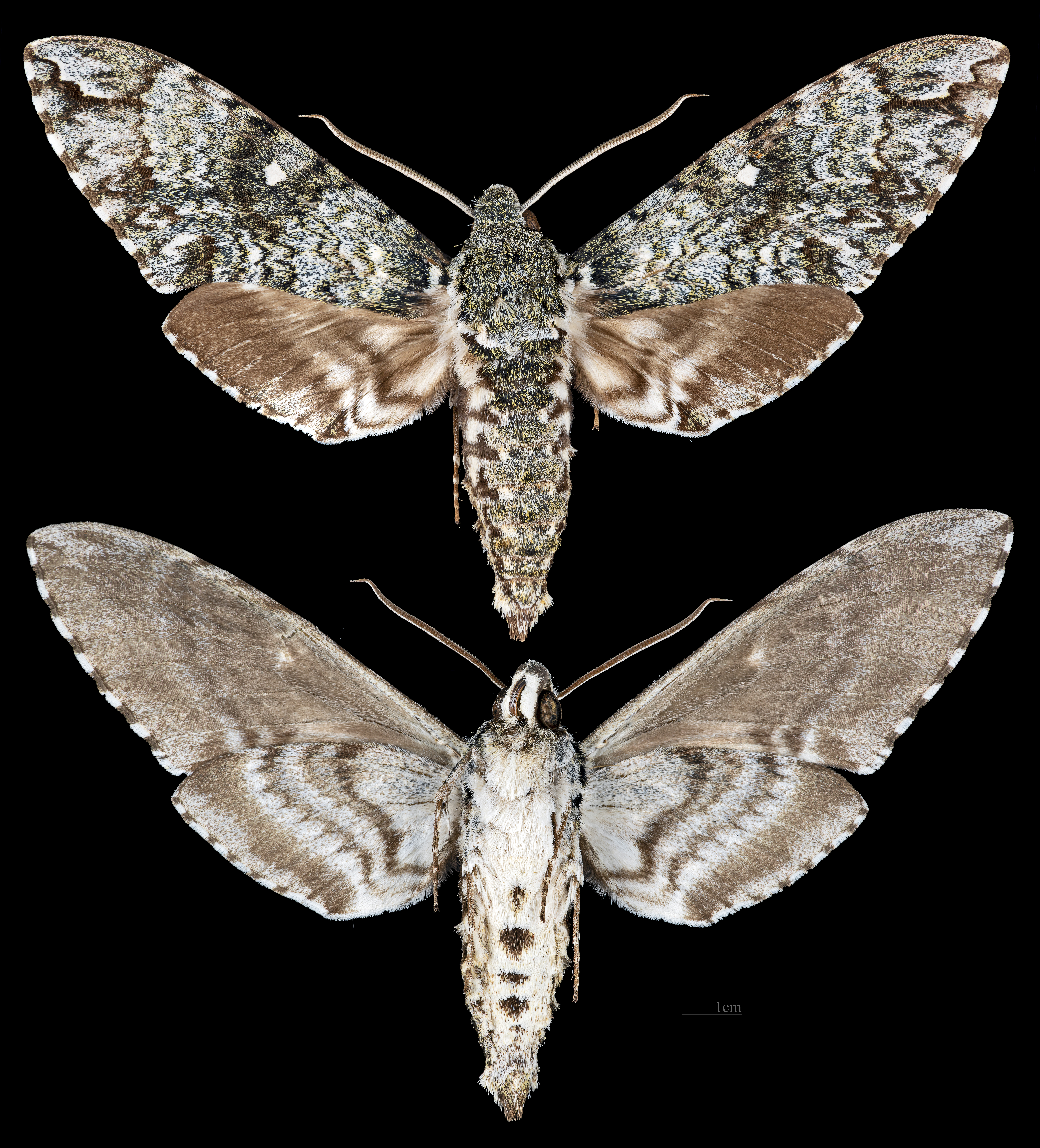
Manduca armatipes
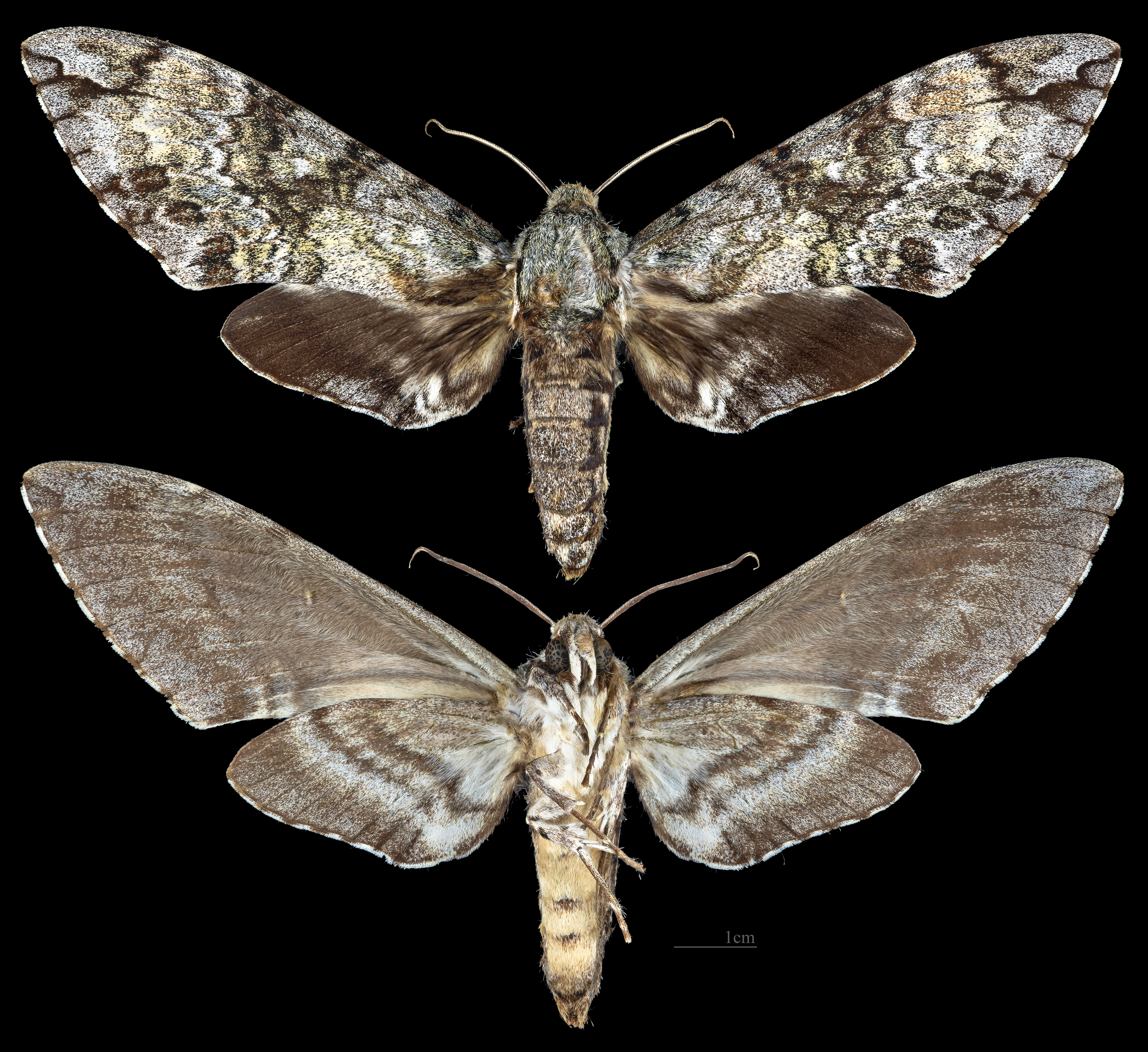
Manduca barnesi
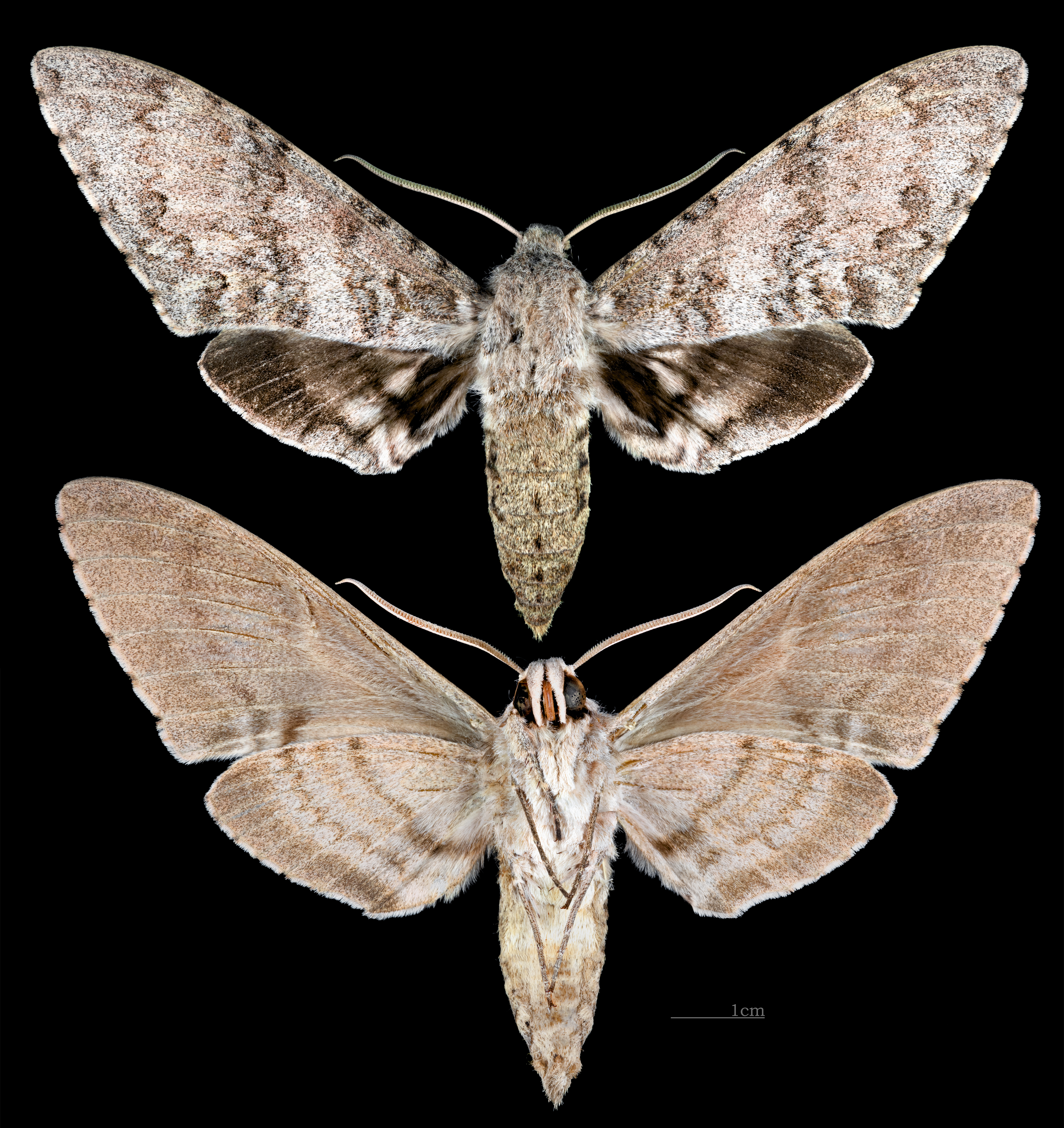
Manduca bergi
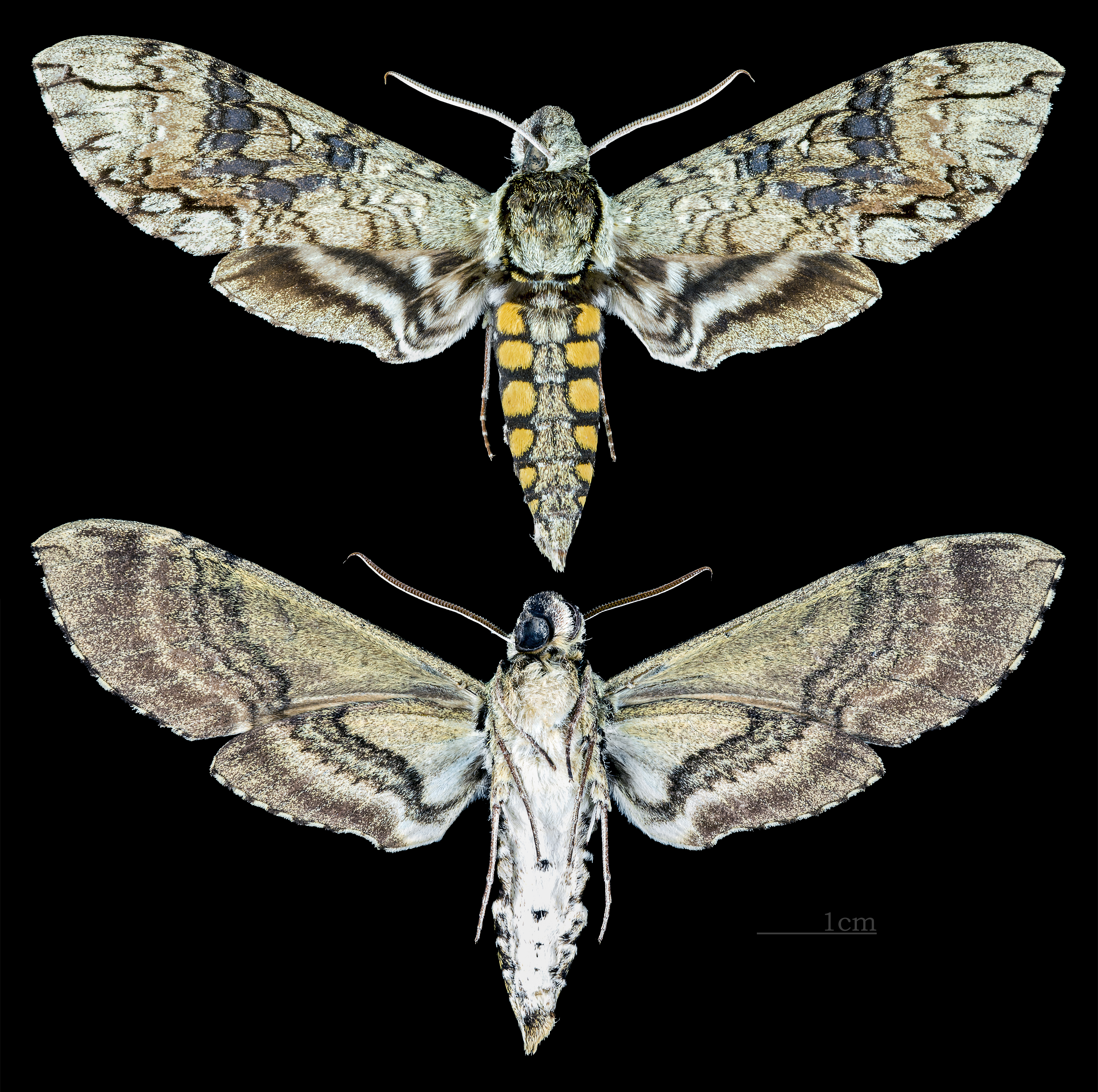
Manduca boliviana
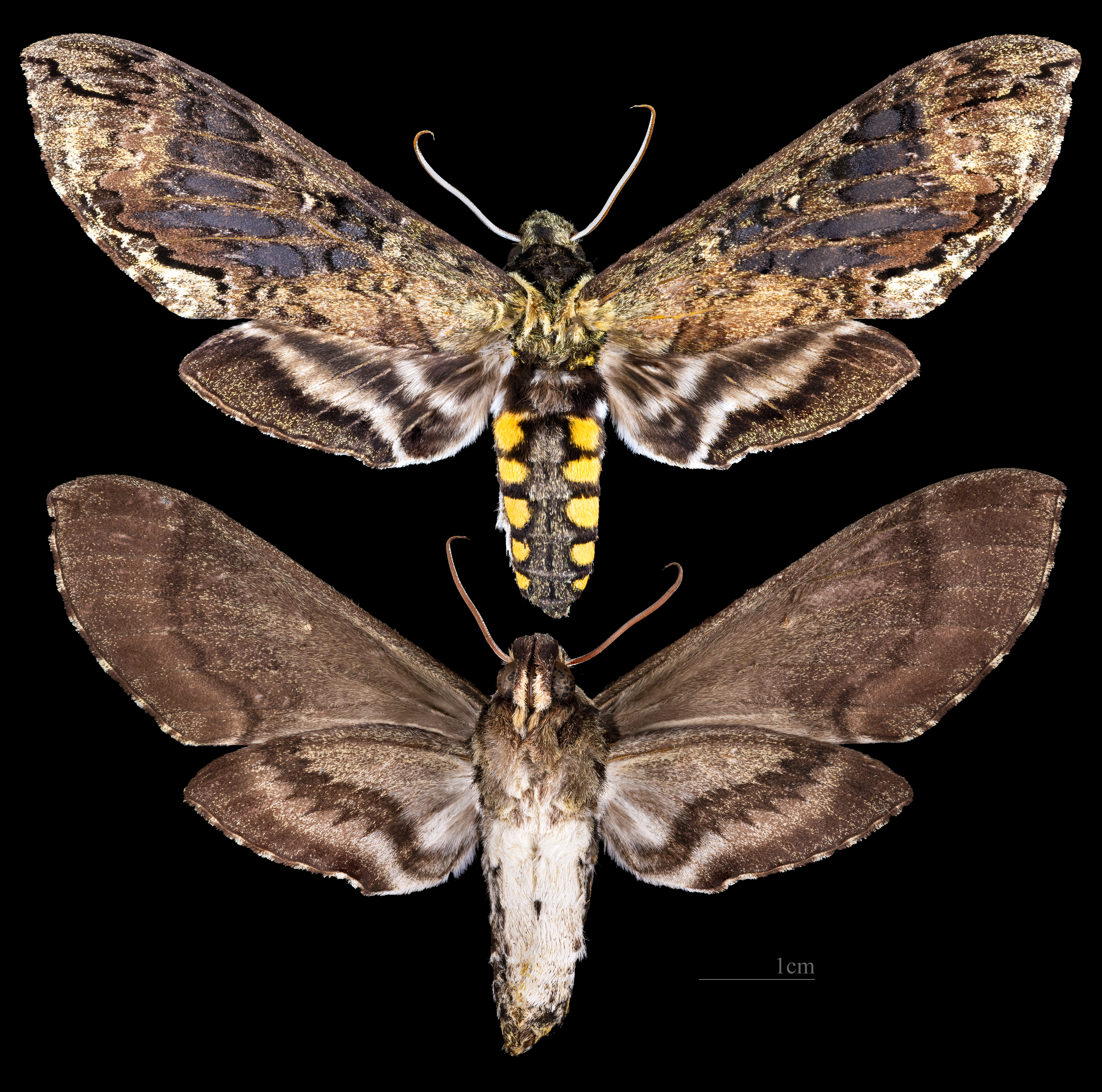
Manduca brasiliensis
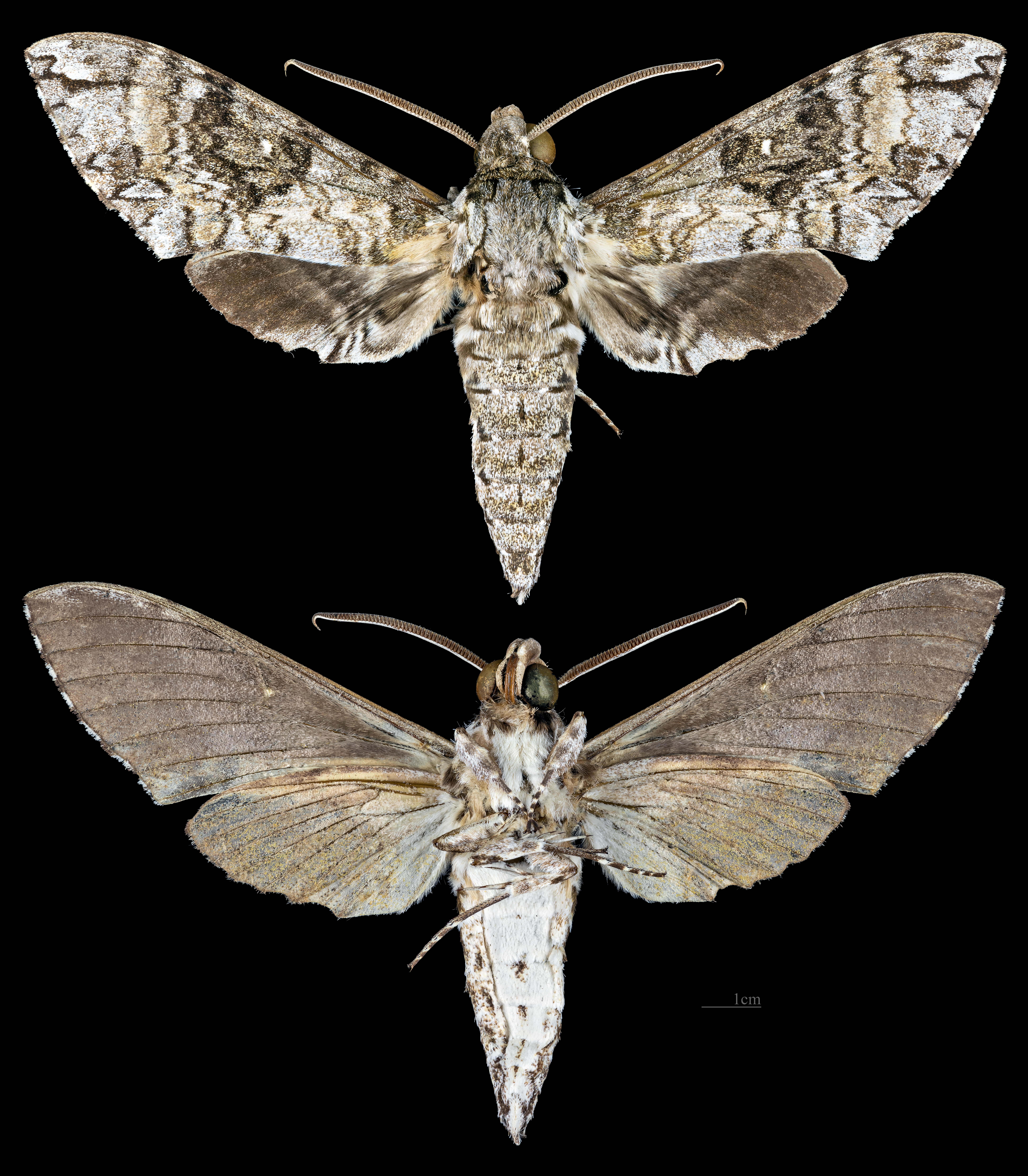
Manduca brontes
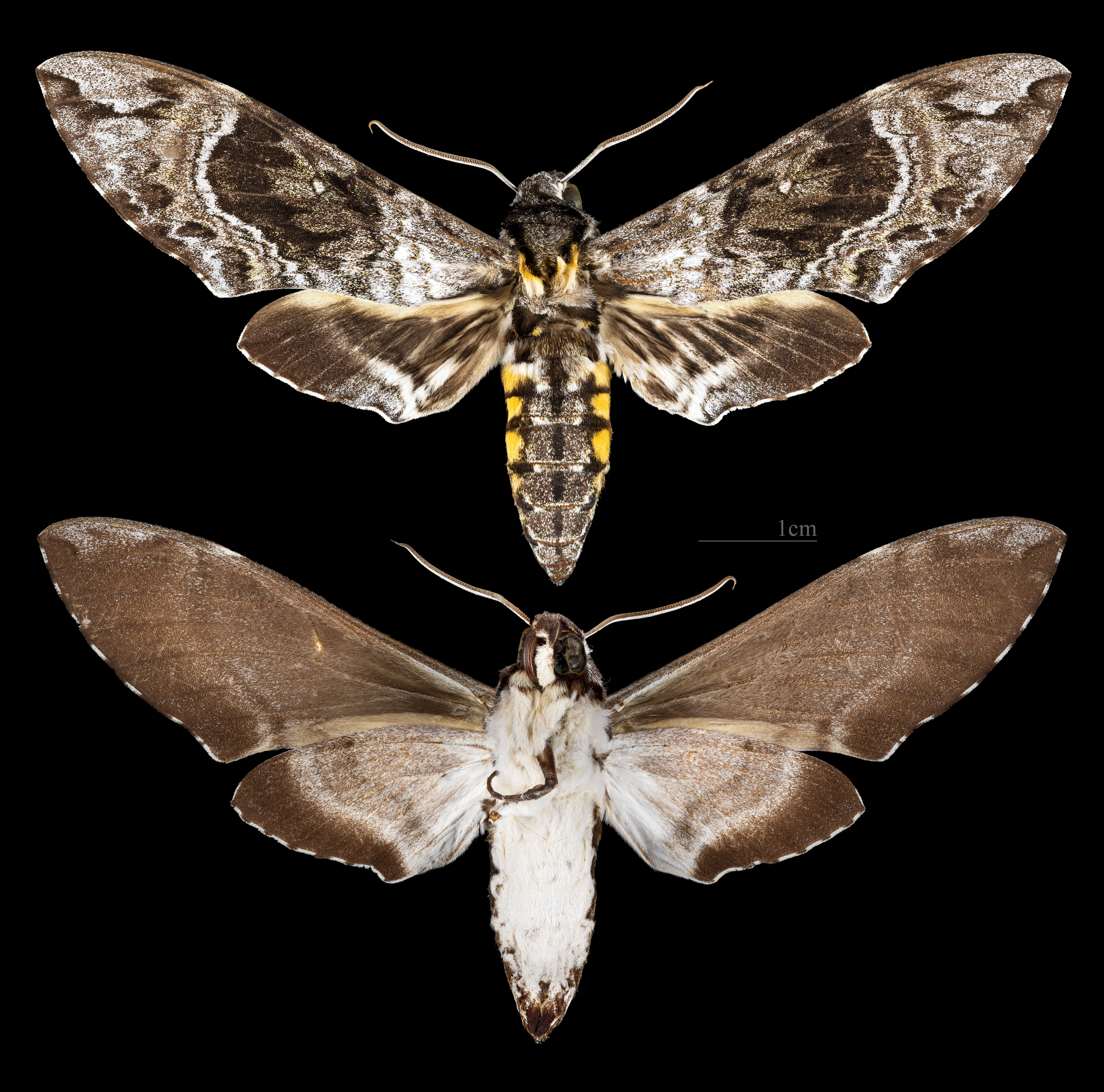
Manduca brunalba
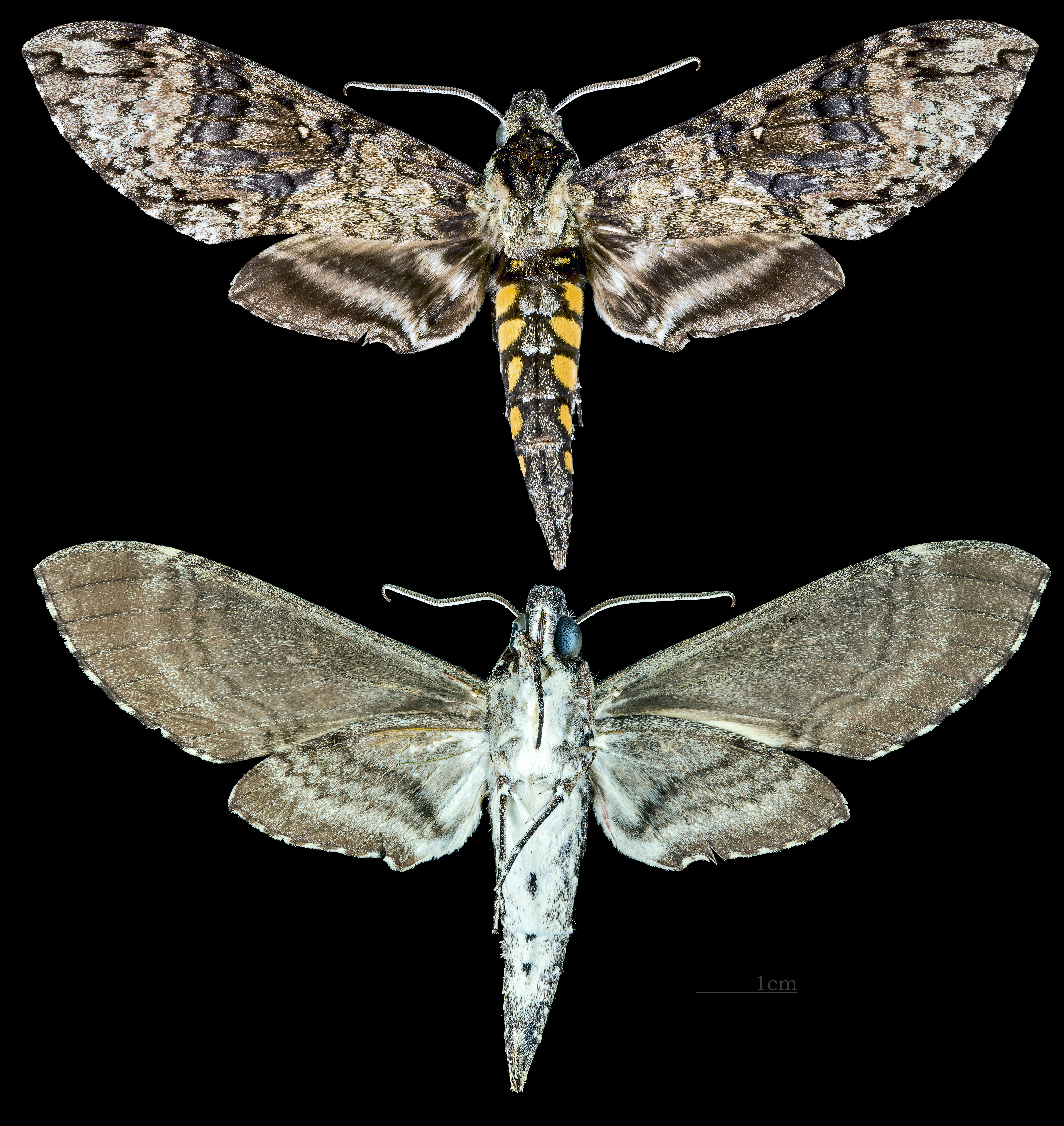
Manduca clarki
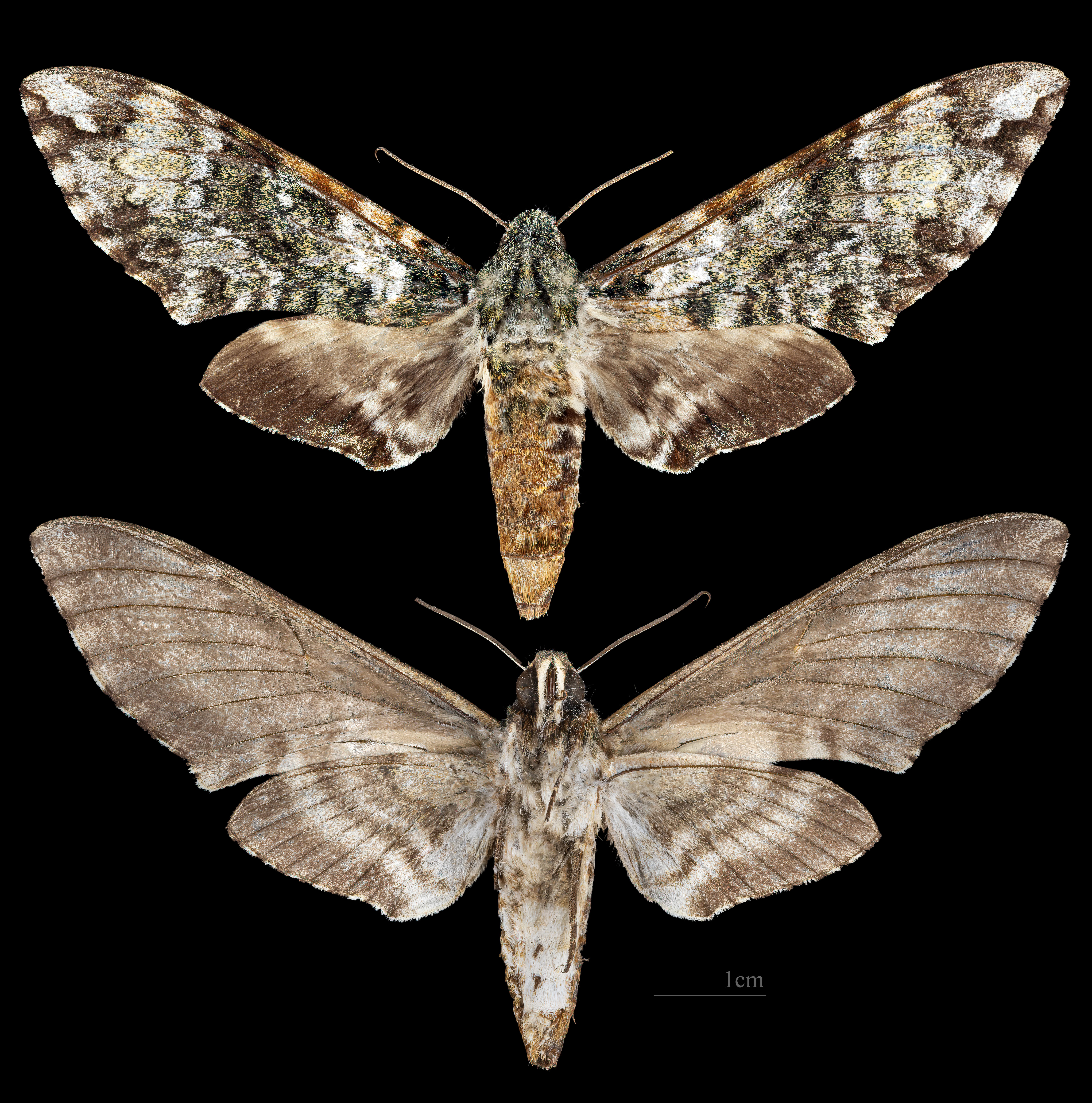
Manduca corallina
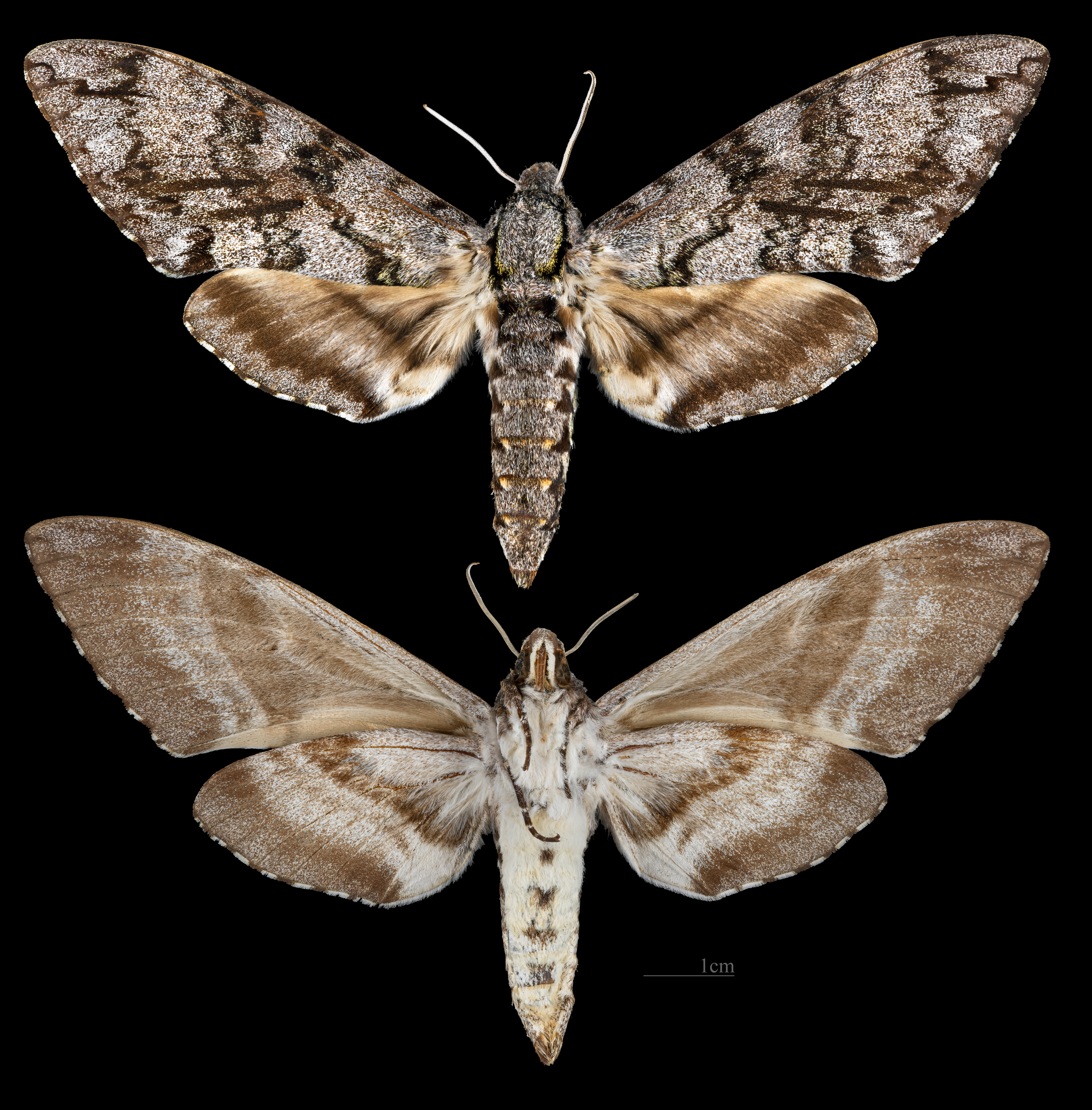
Manduca corumbensis
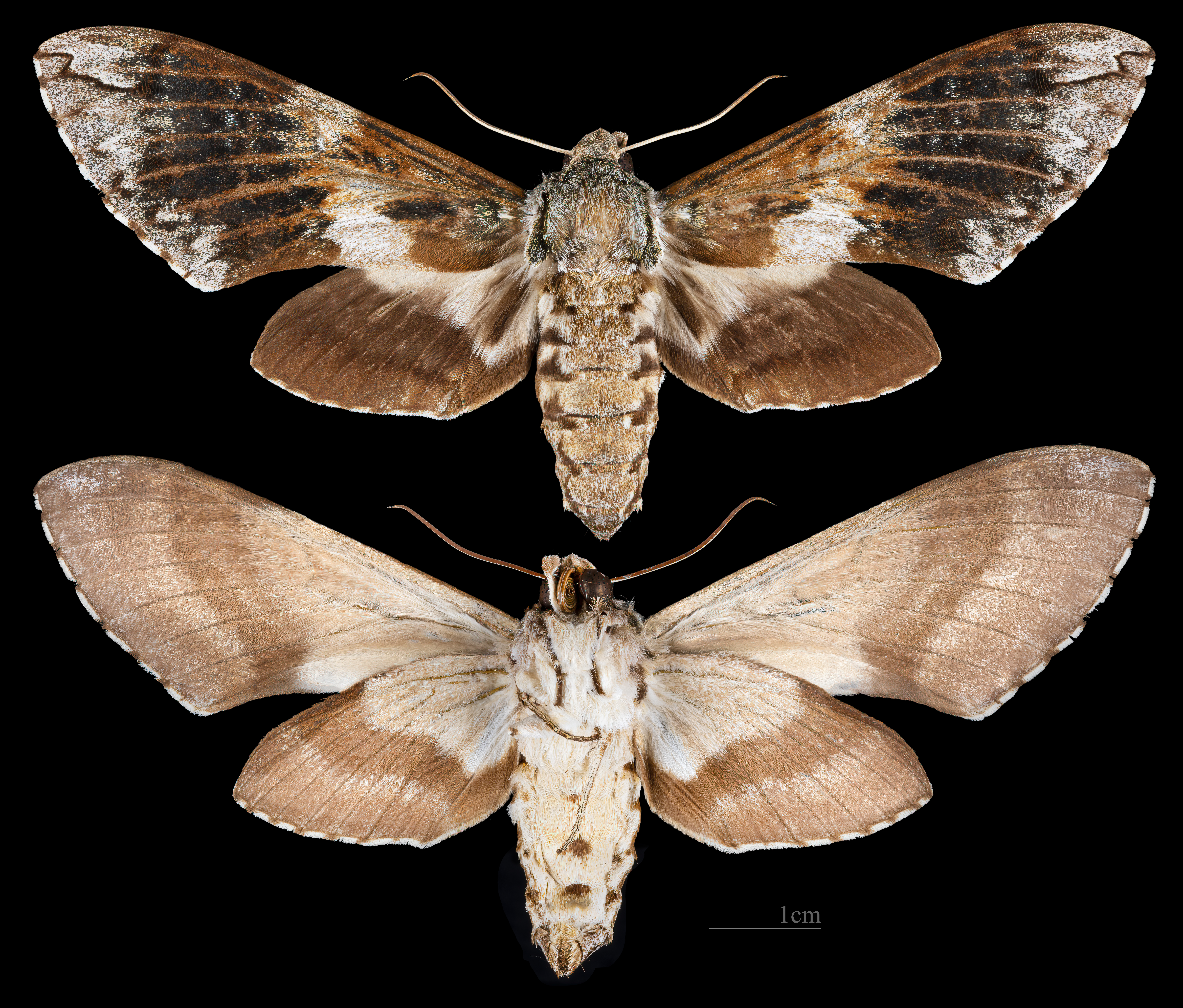
Manduca crocala
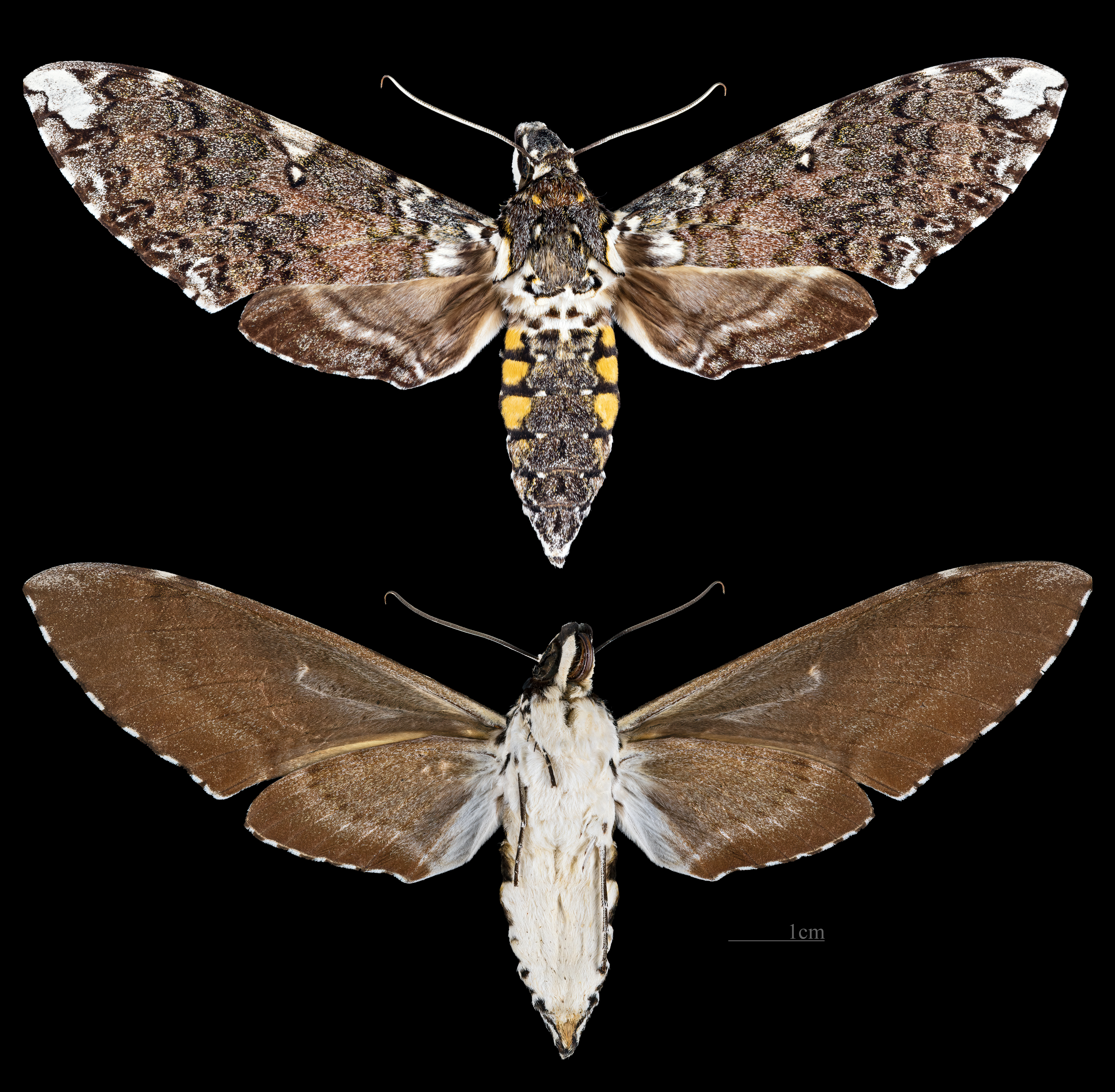
Manduca dalica
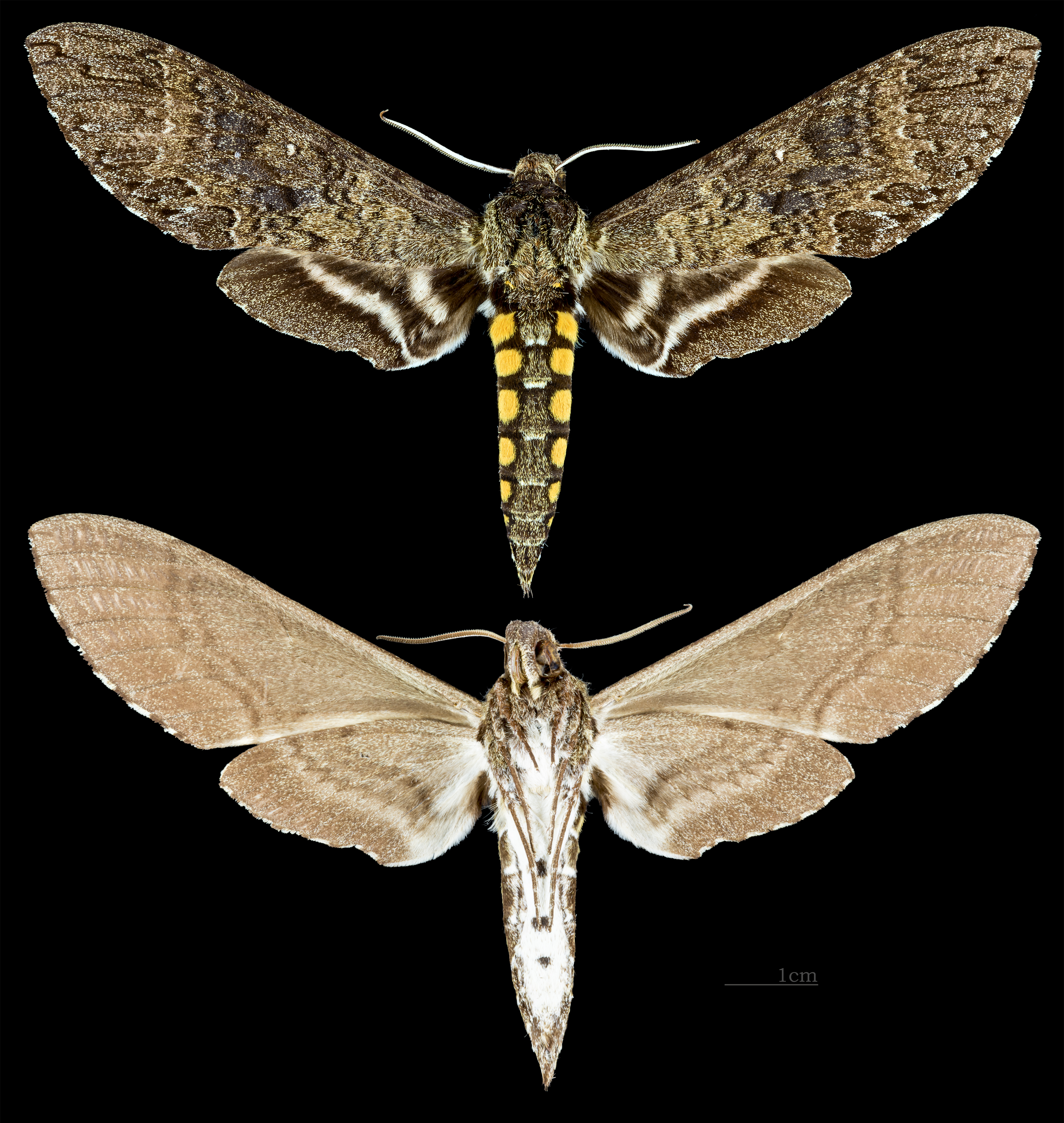
Manduca diffissa
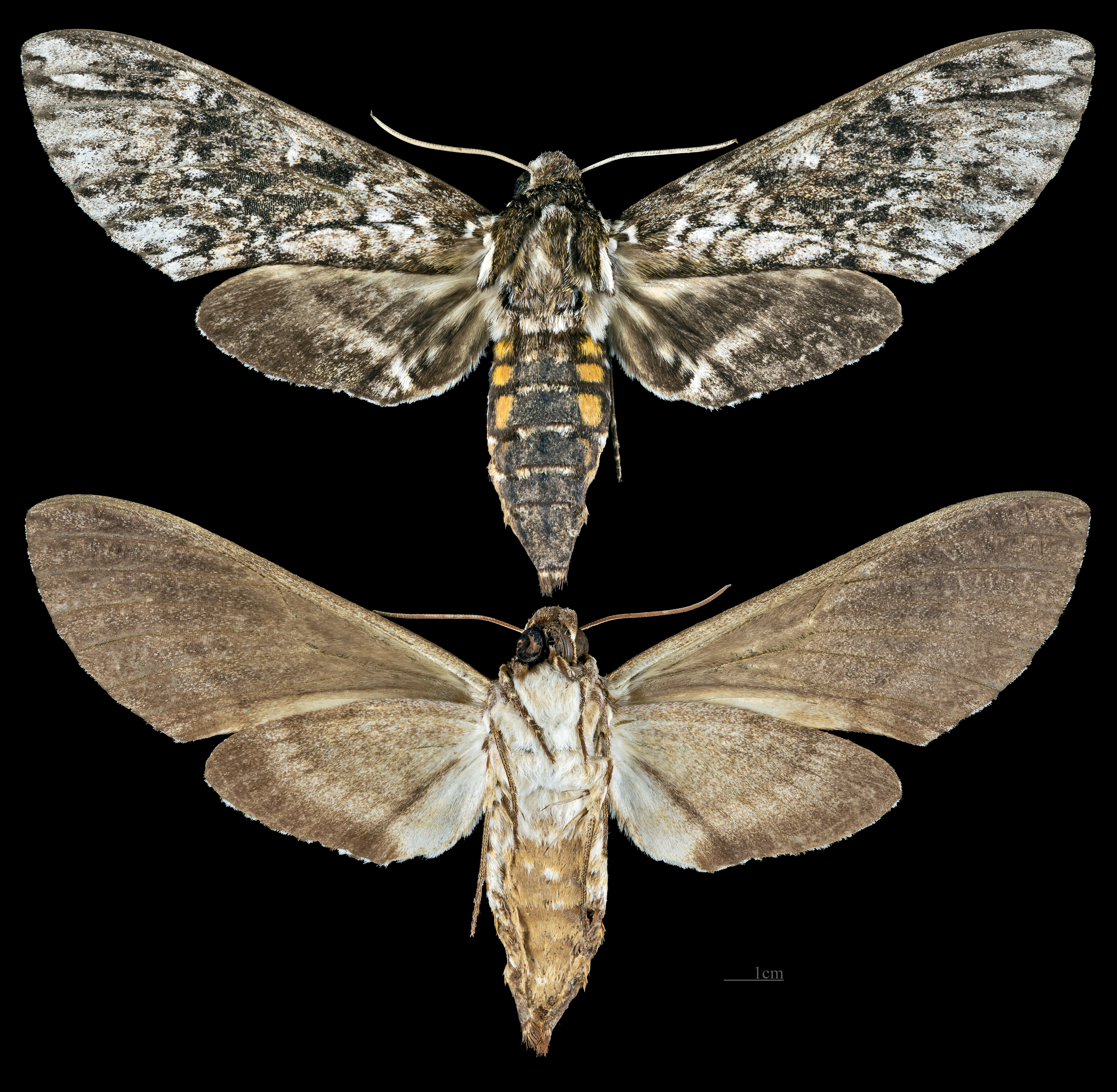
Manduca dilucida
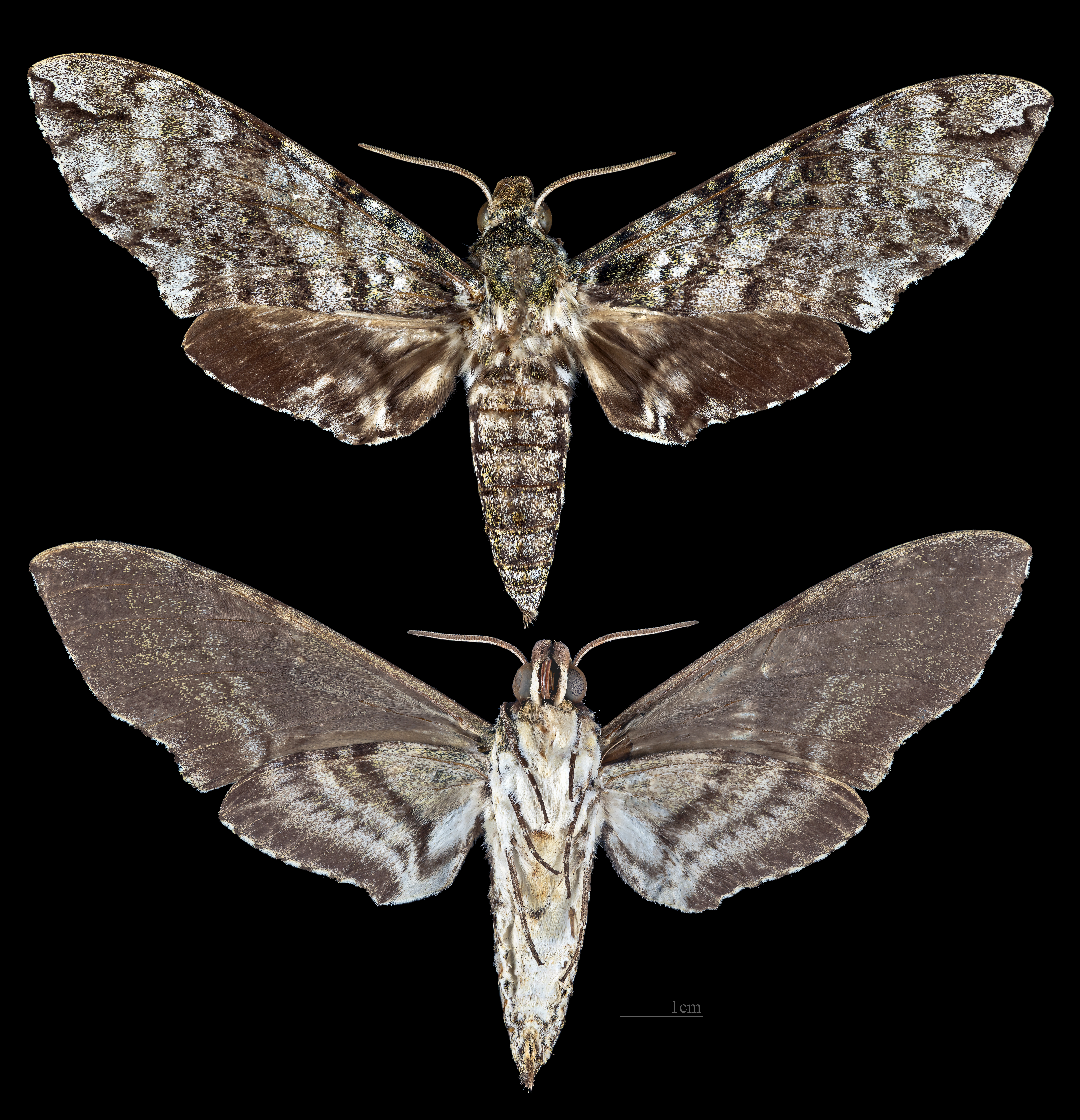
Manduca extrema
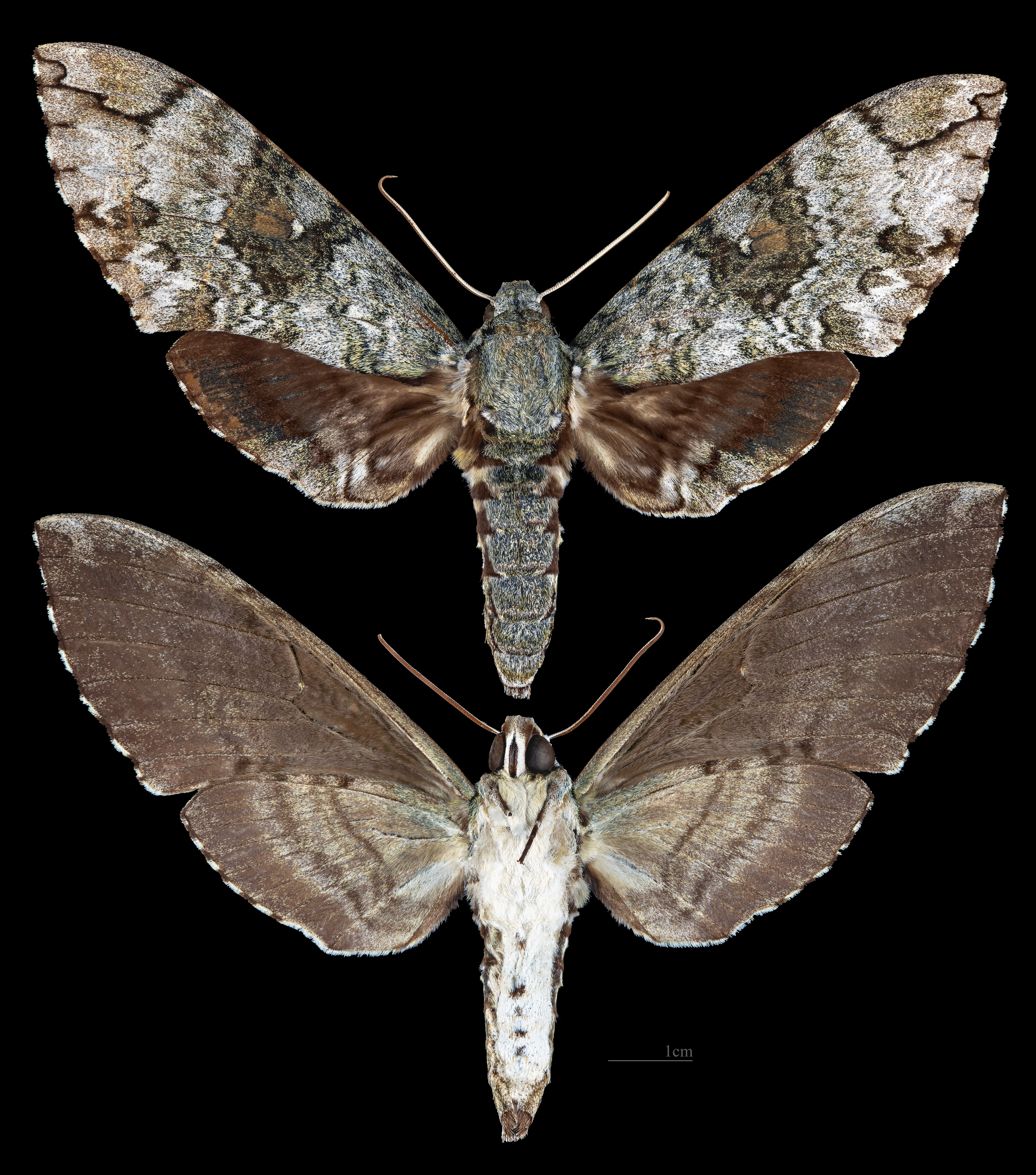
Manduca florestan
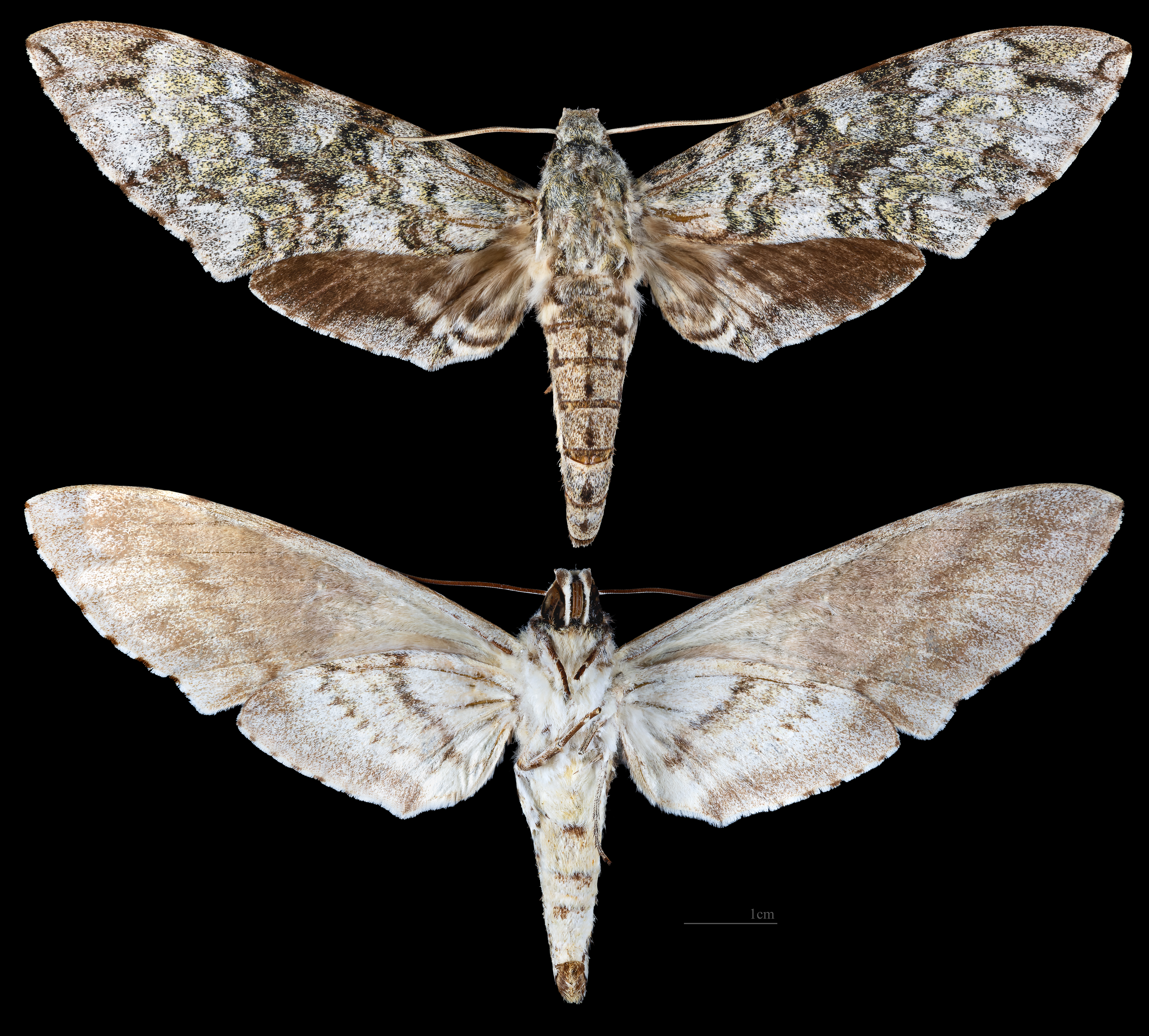
Manduca franciscae
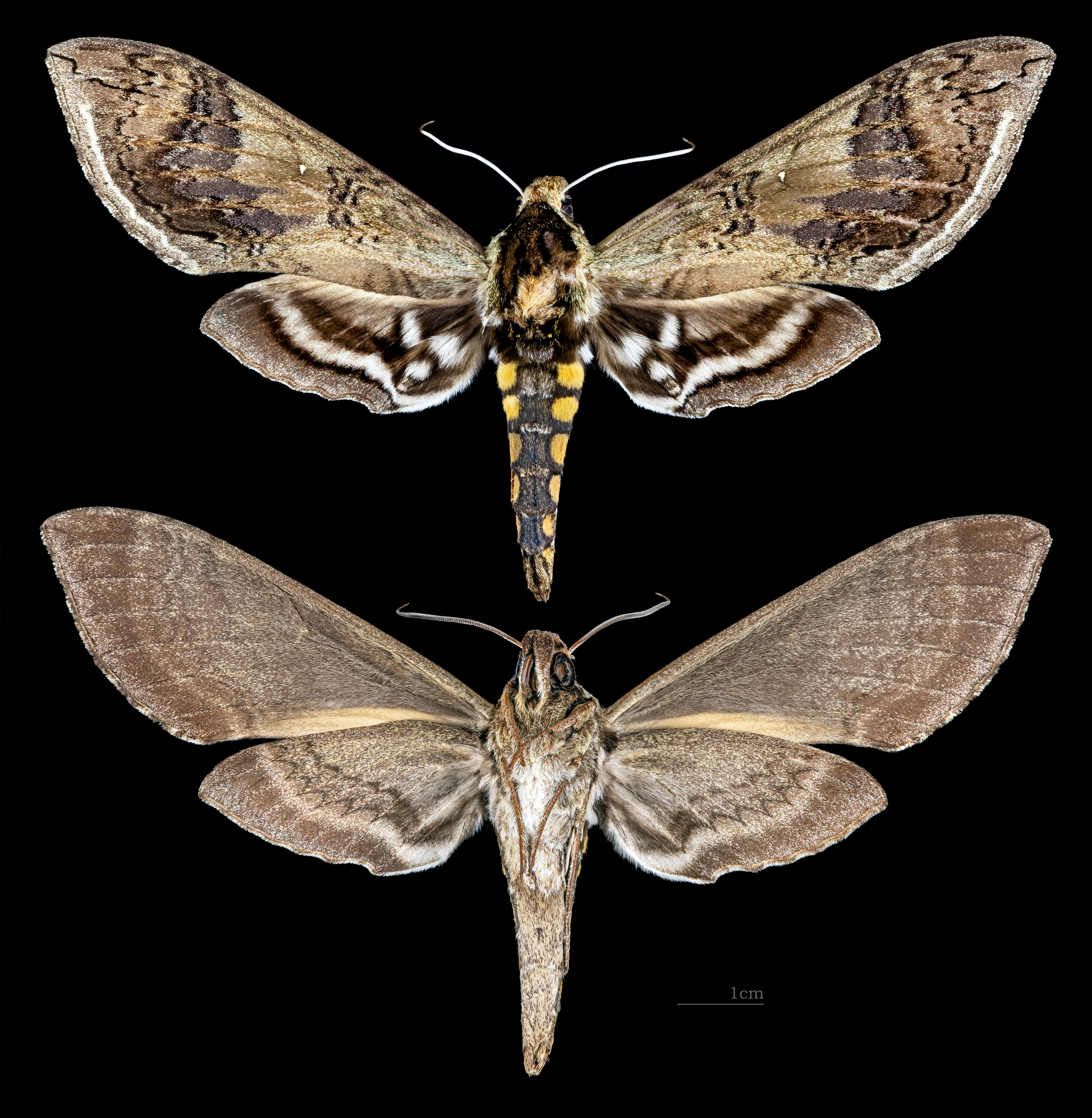
Manduca hannibal
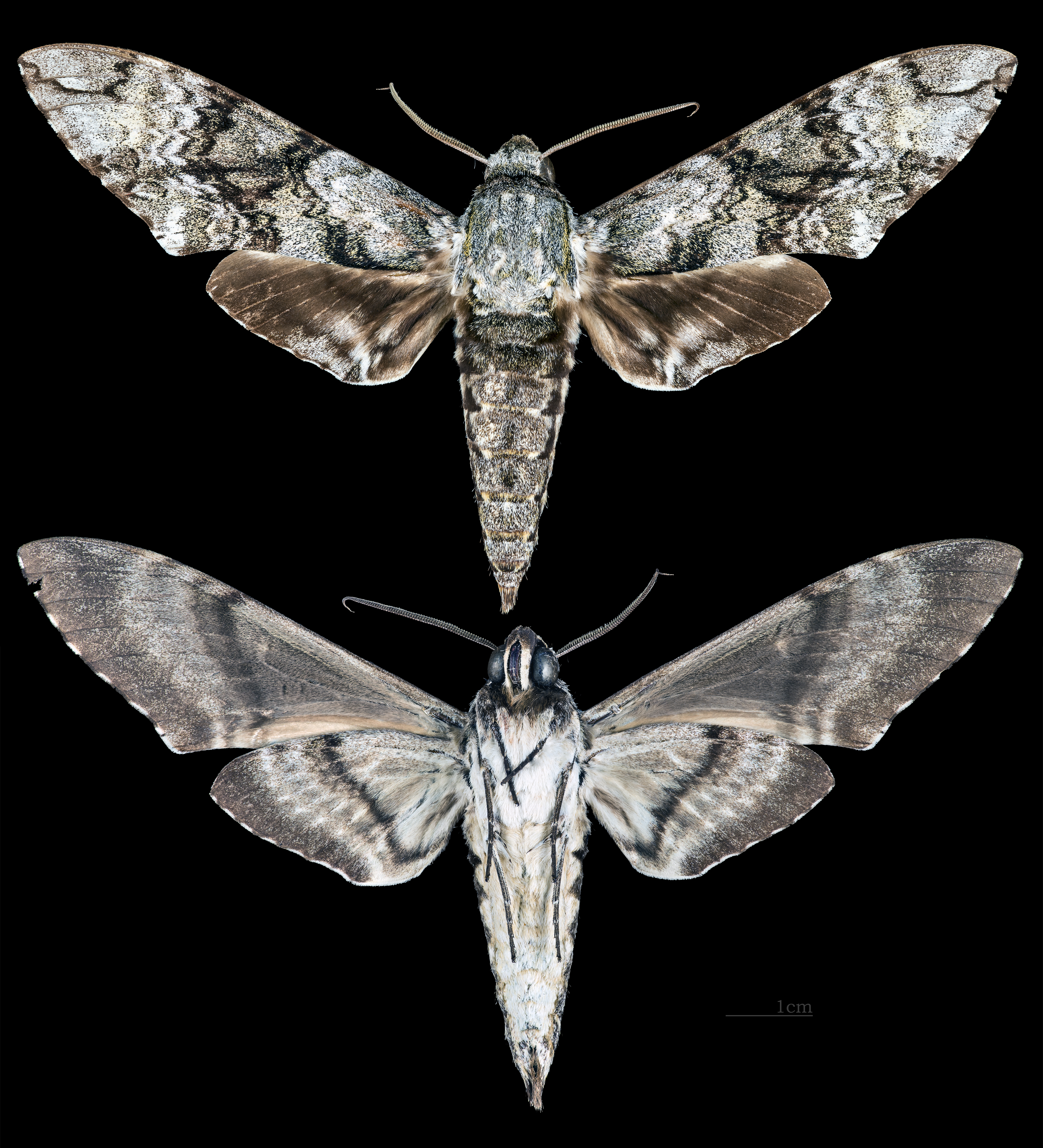
Manduca huascara
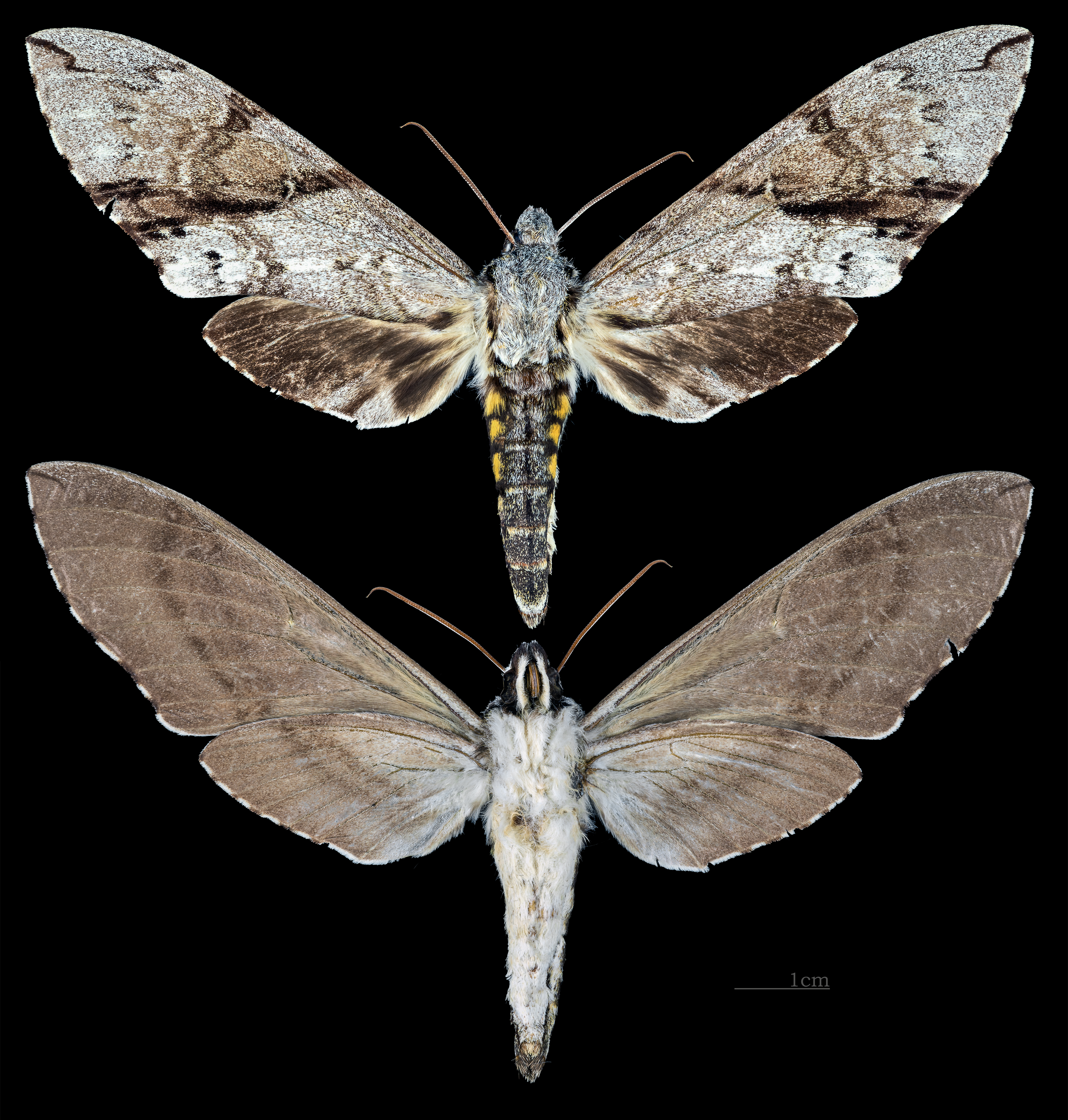
Manduca incisa
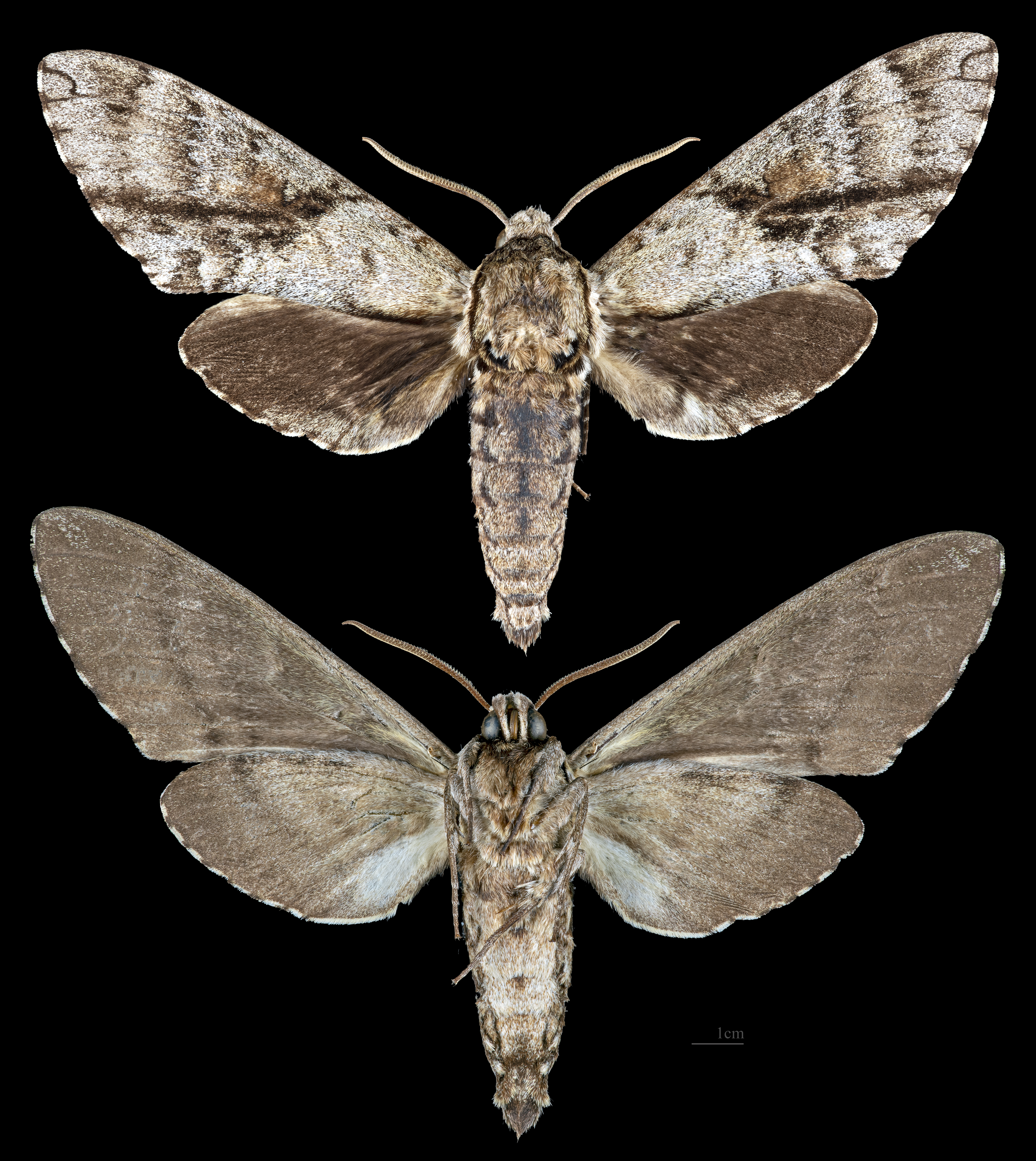
Manduca jasminearum
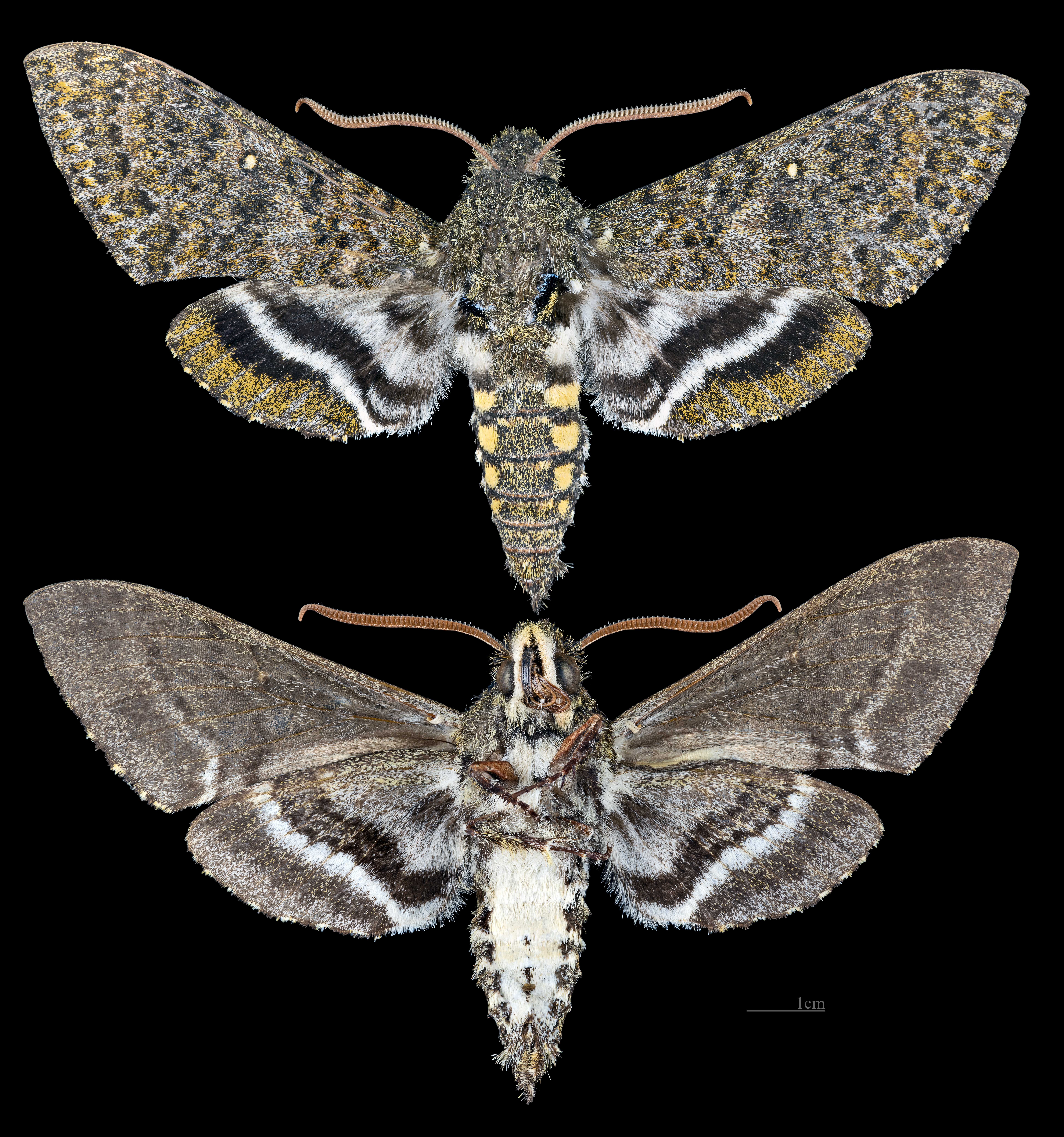
Manduca jordani
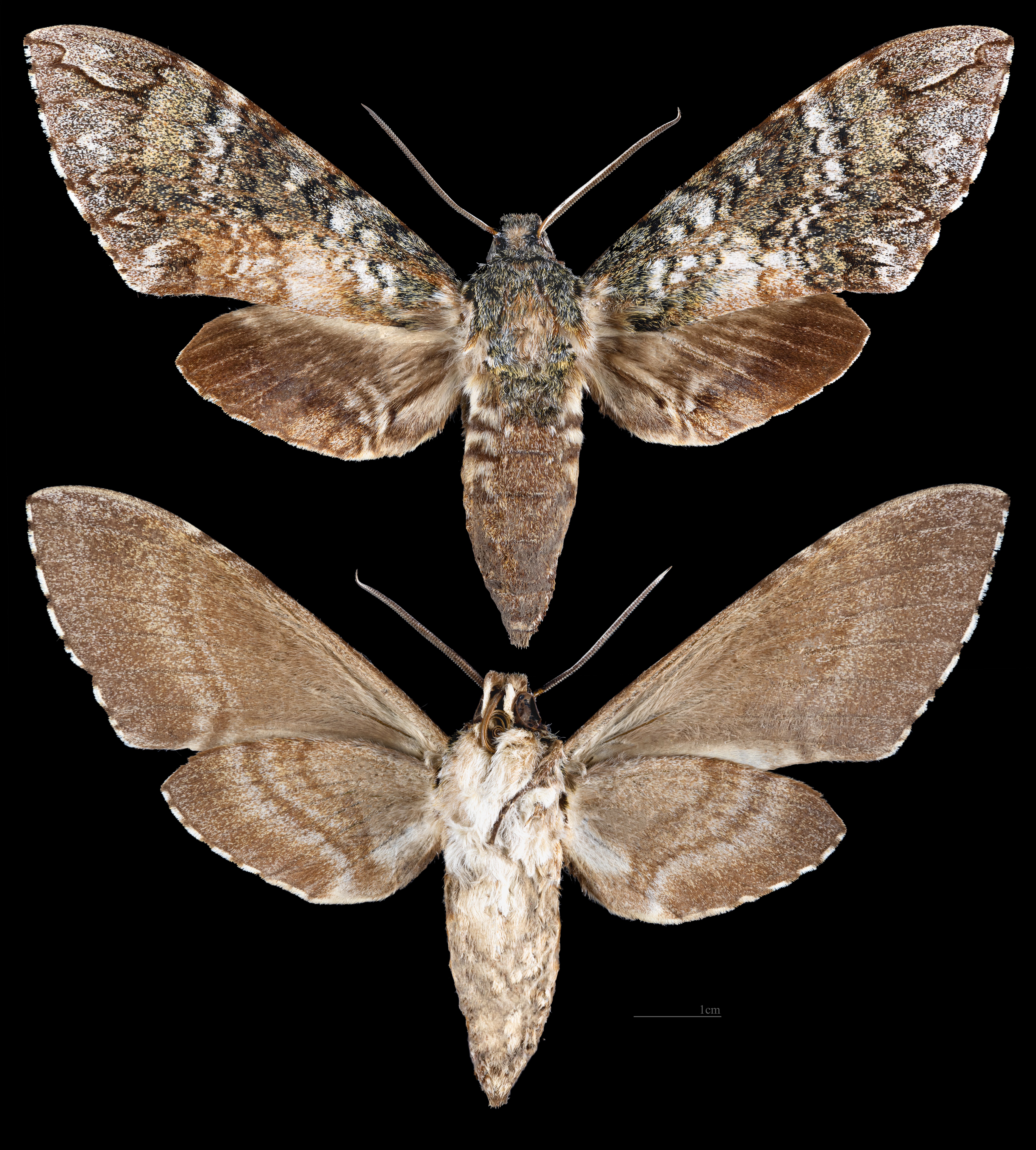
Manduca lanuginosa
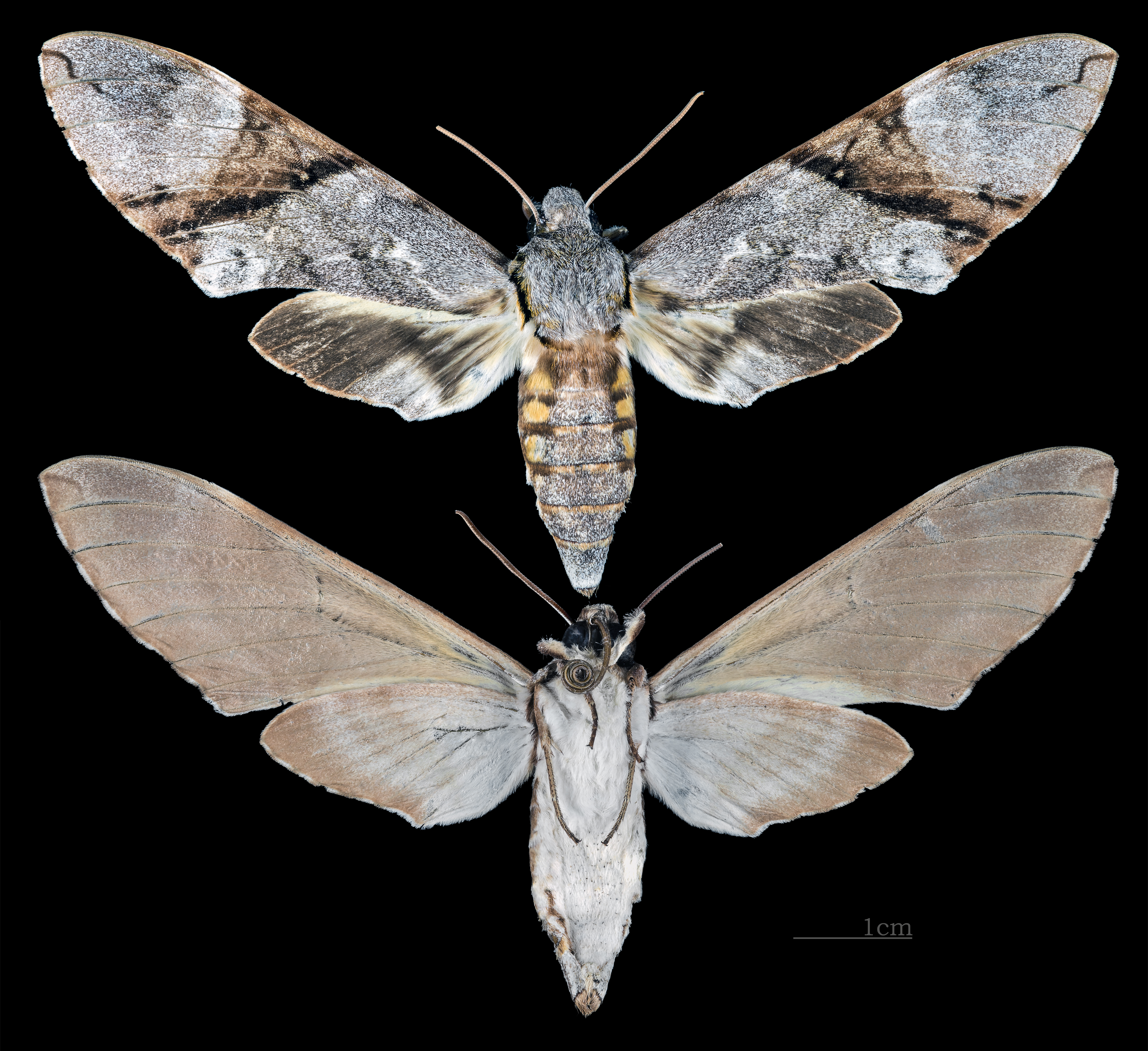
Manduca lefeburii
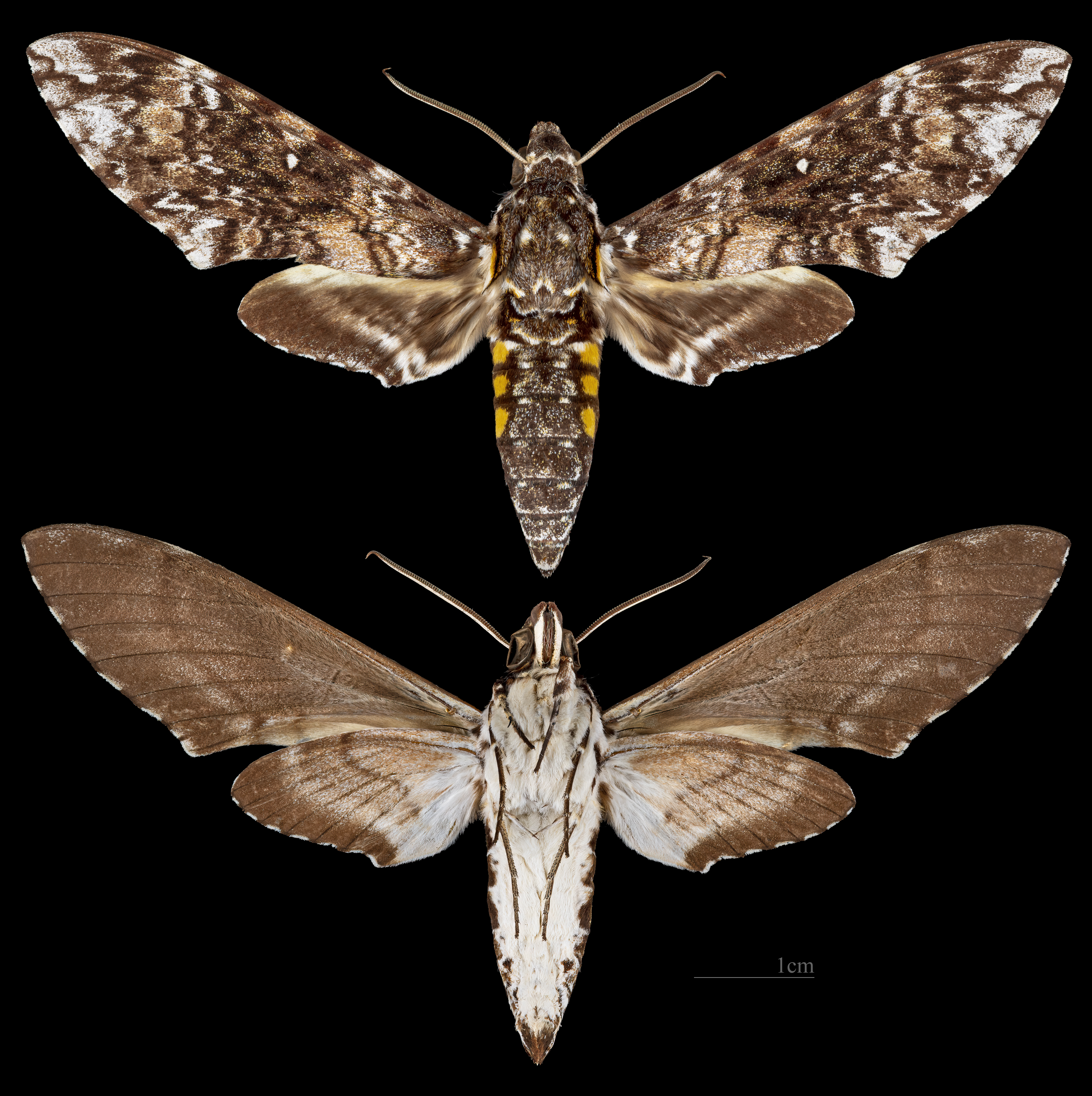
Manduca leucospila
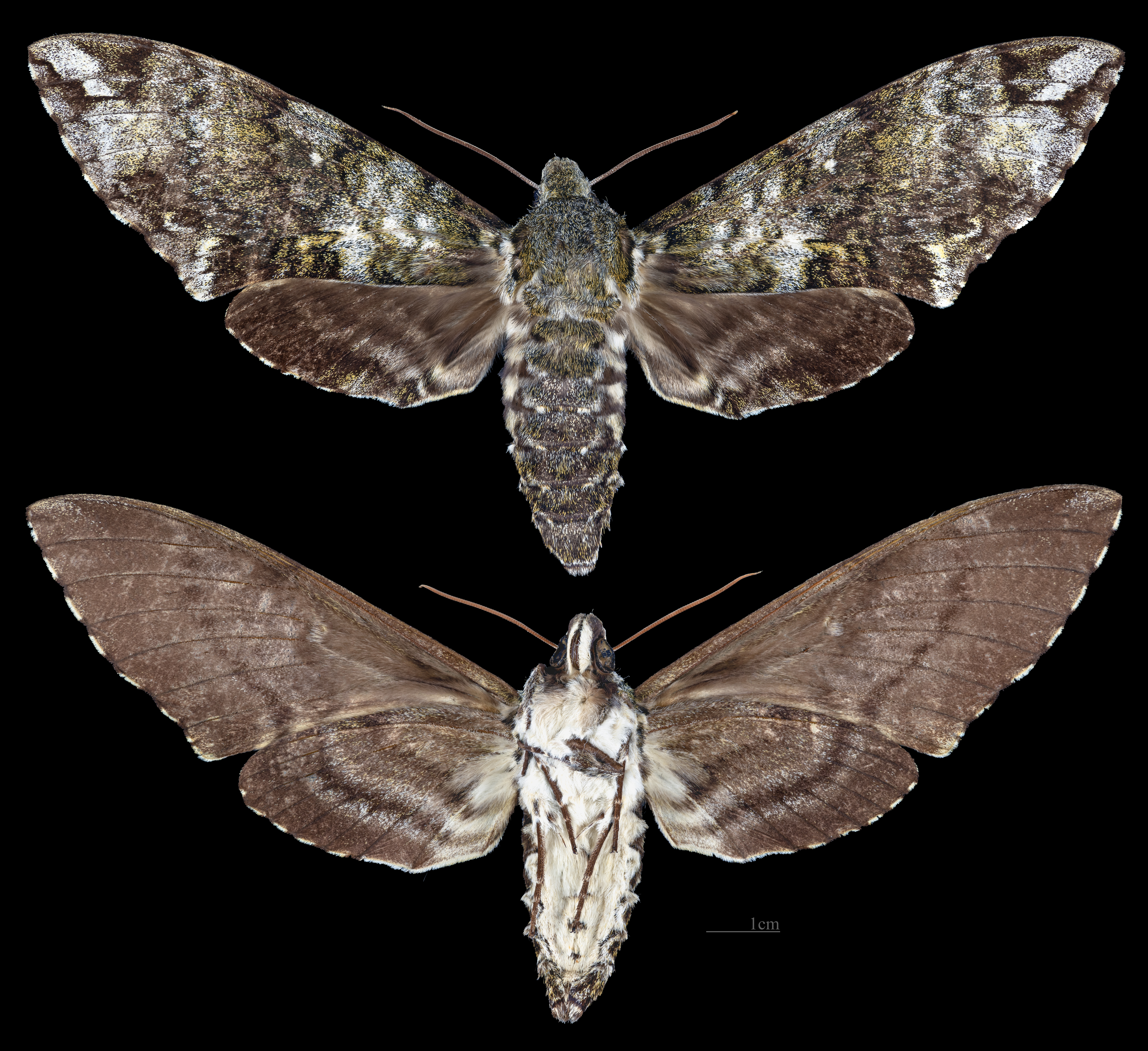
Manduca lichenea
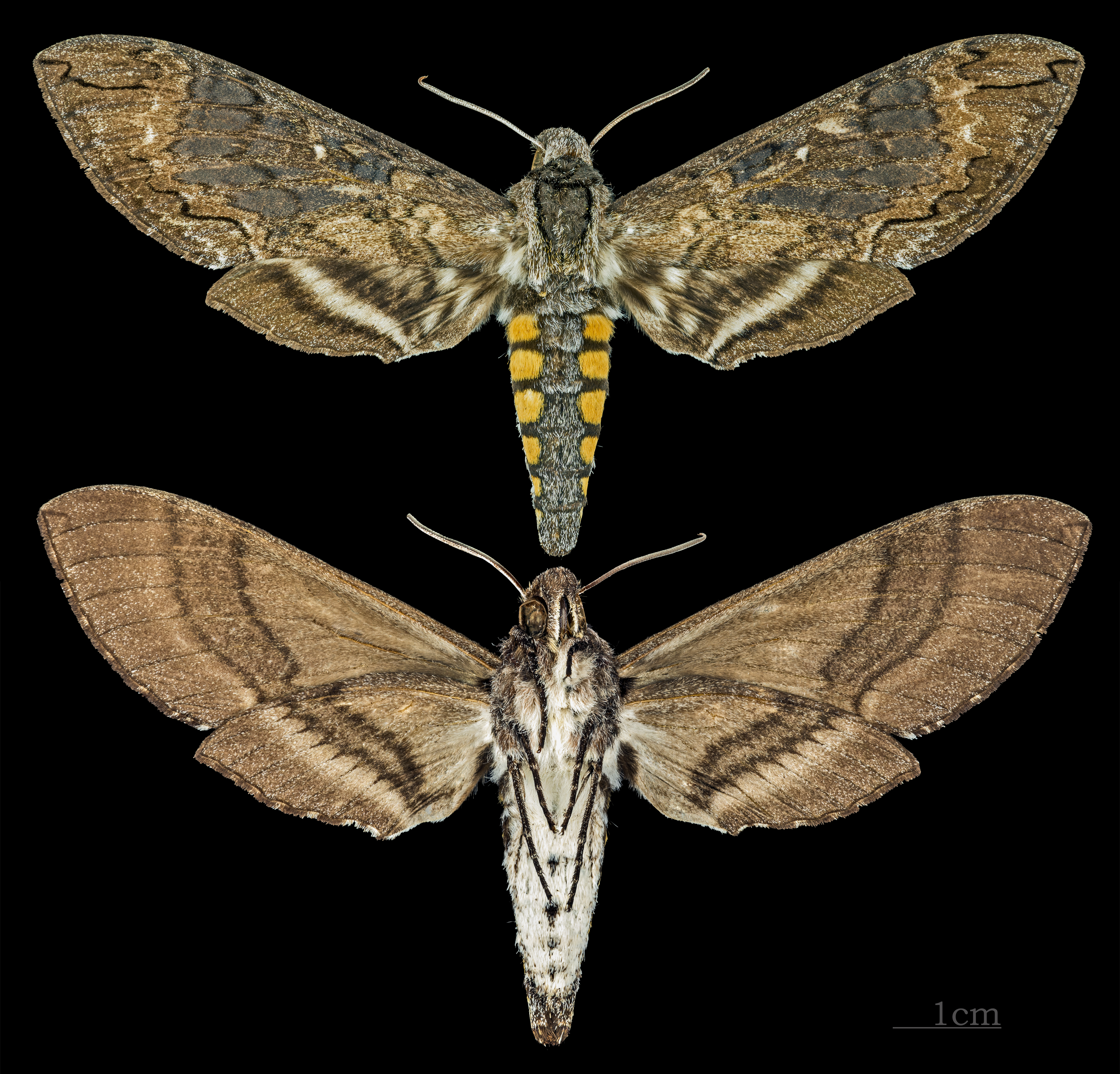
Manduca lucetius
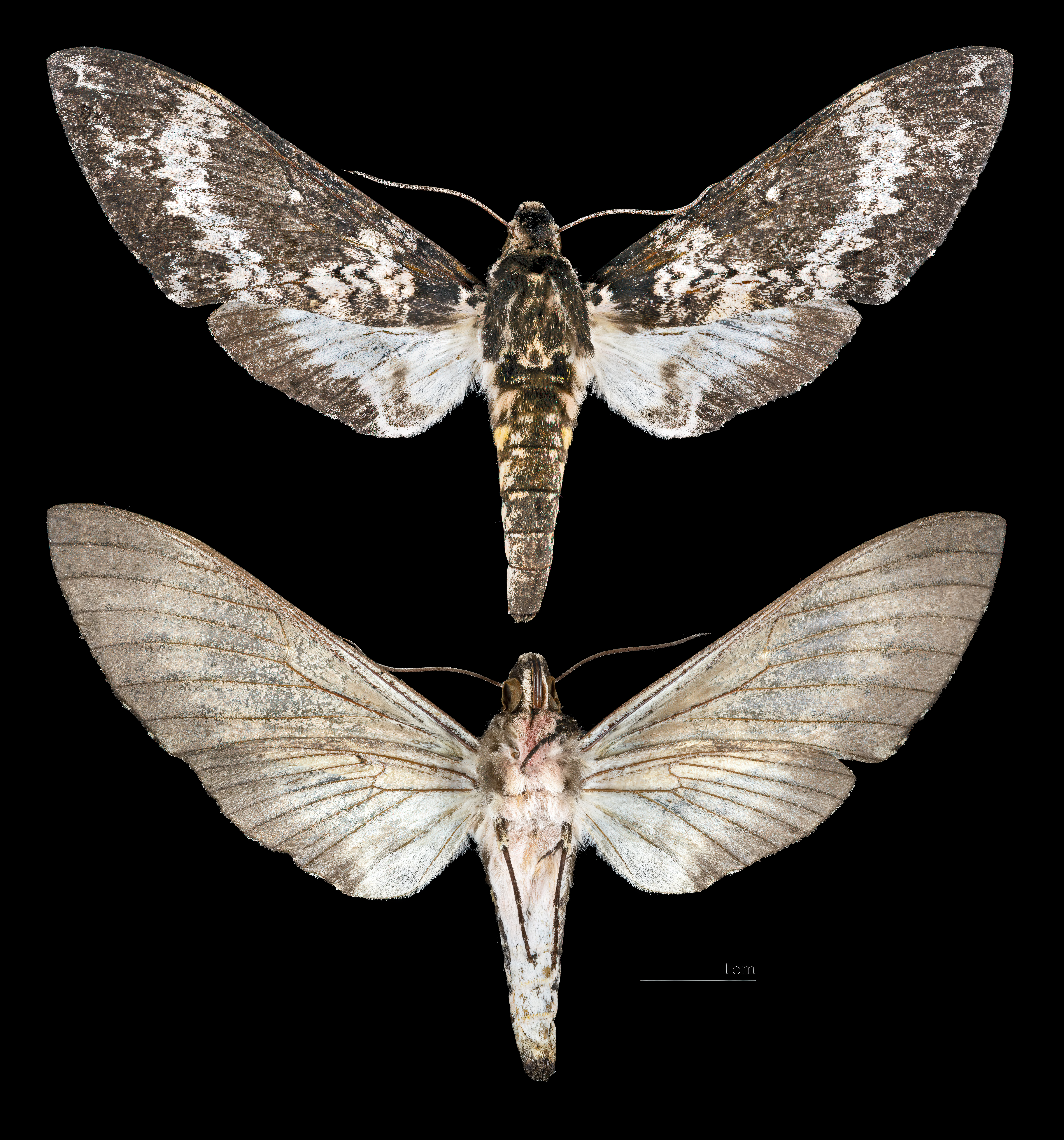
Manduca manducoides
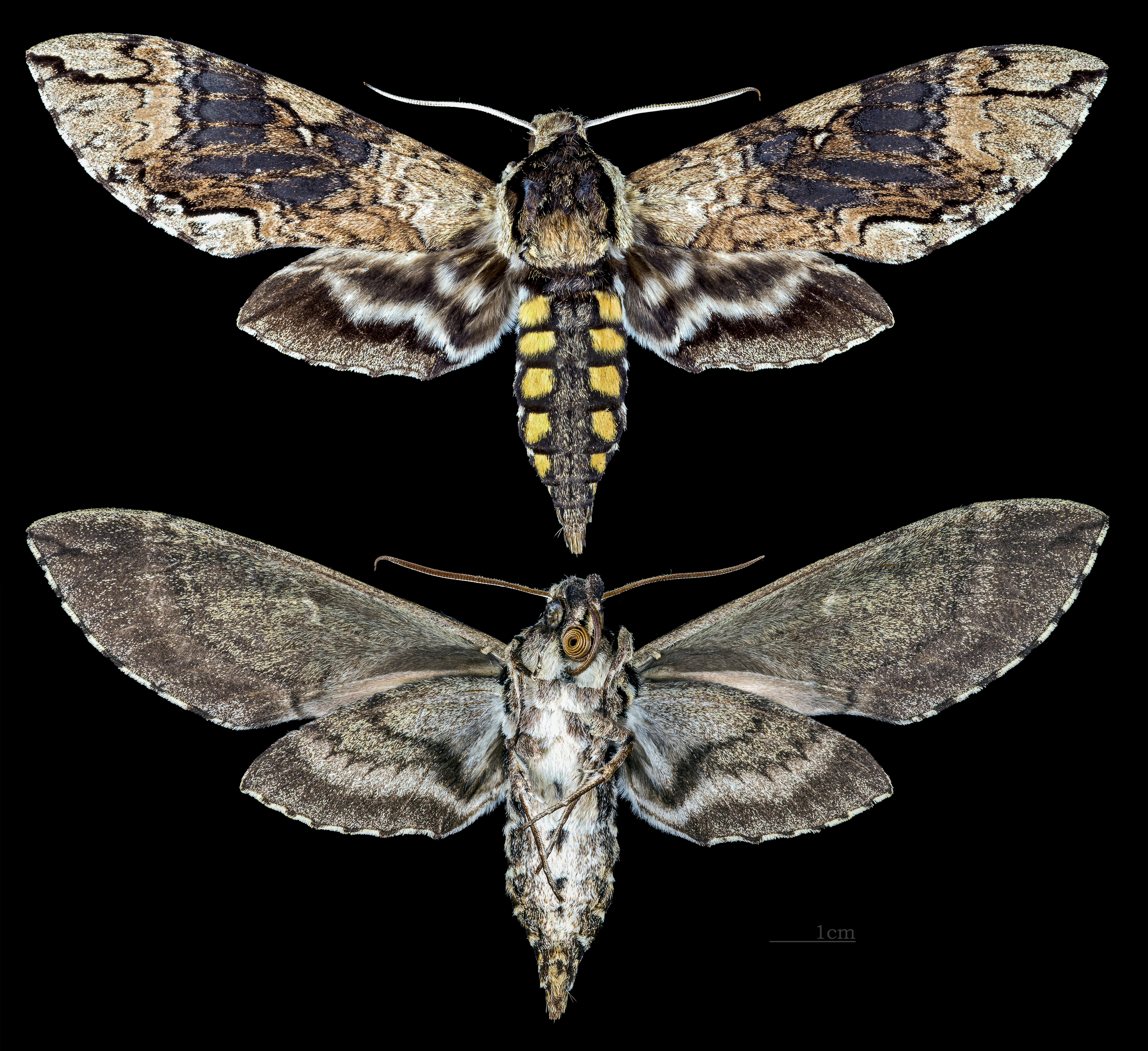
Manduca morelia
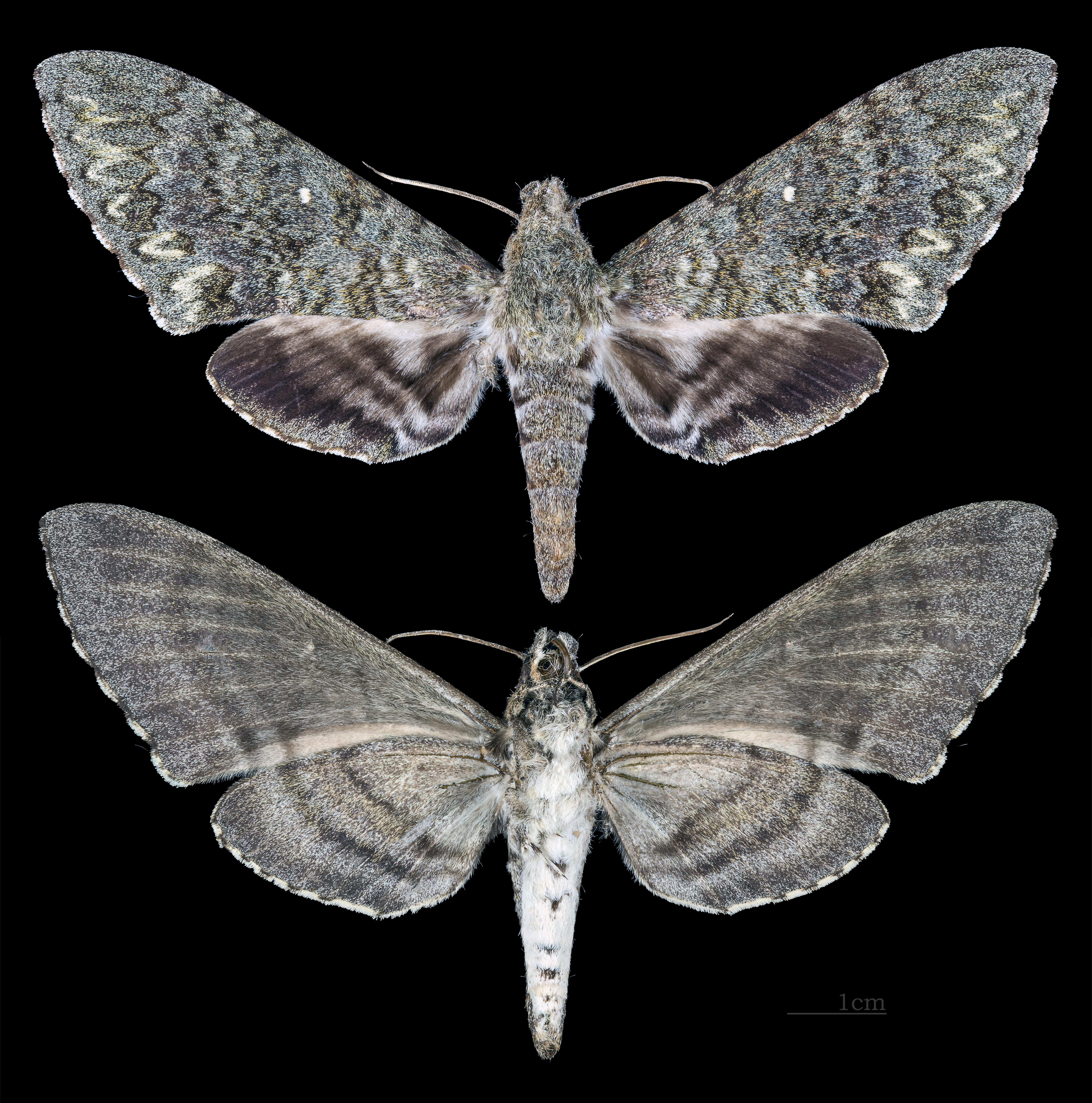
Manduca muscosa
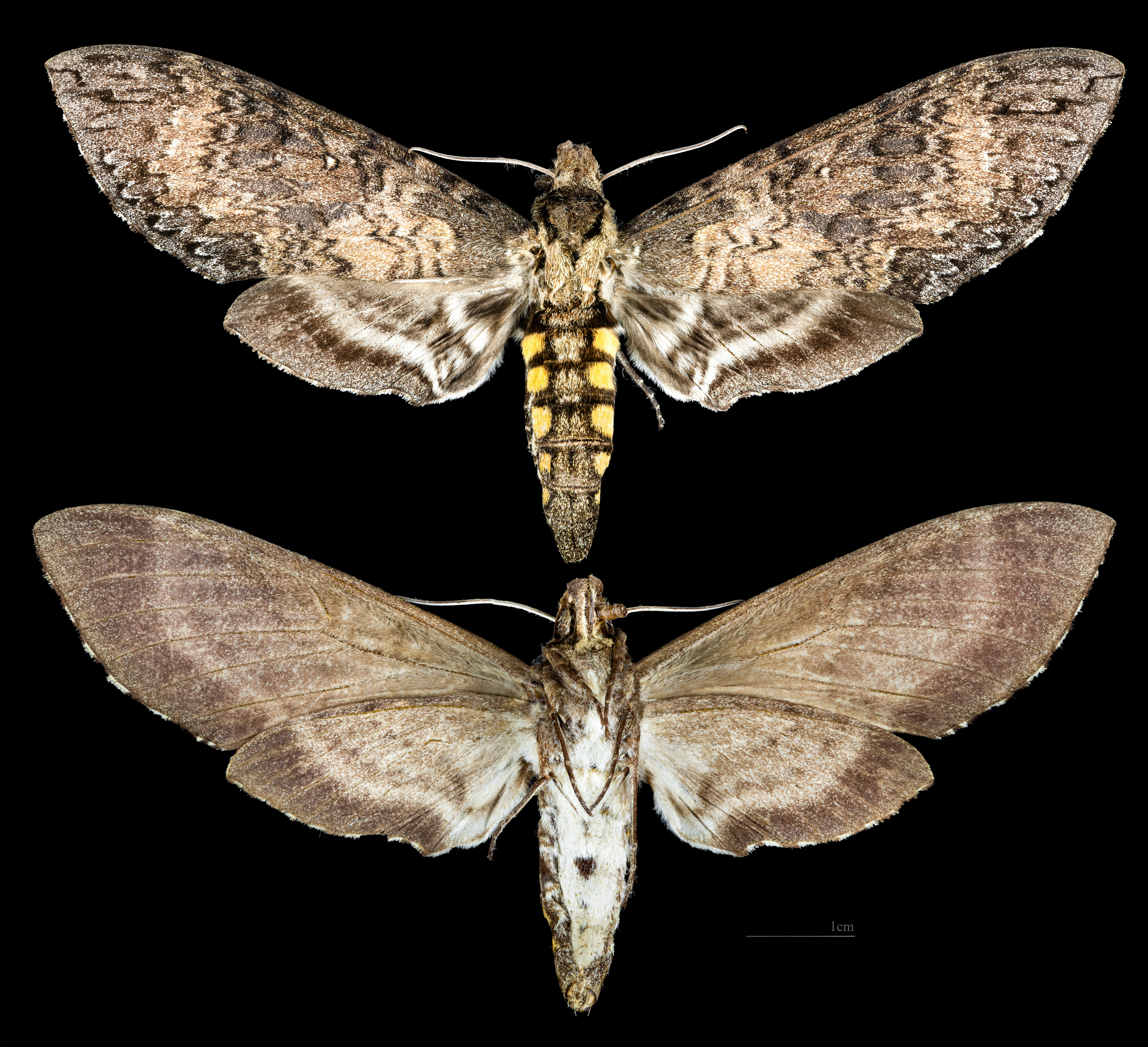
Manduca occulta
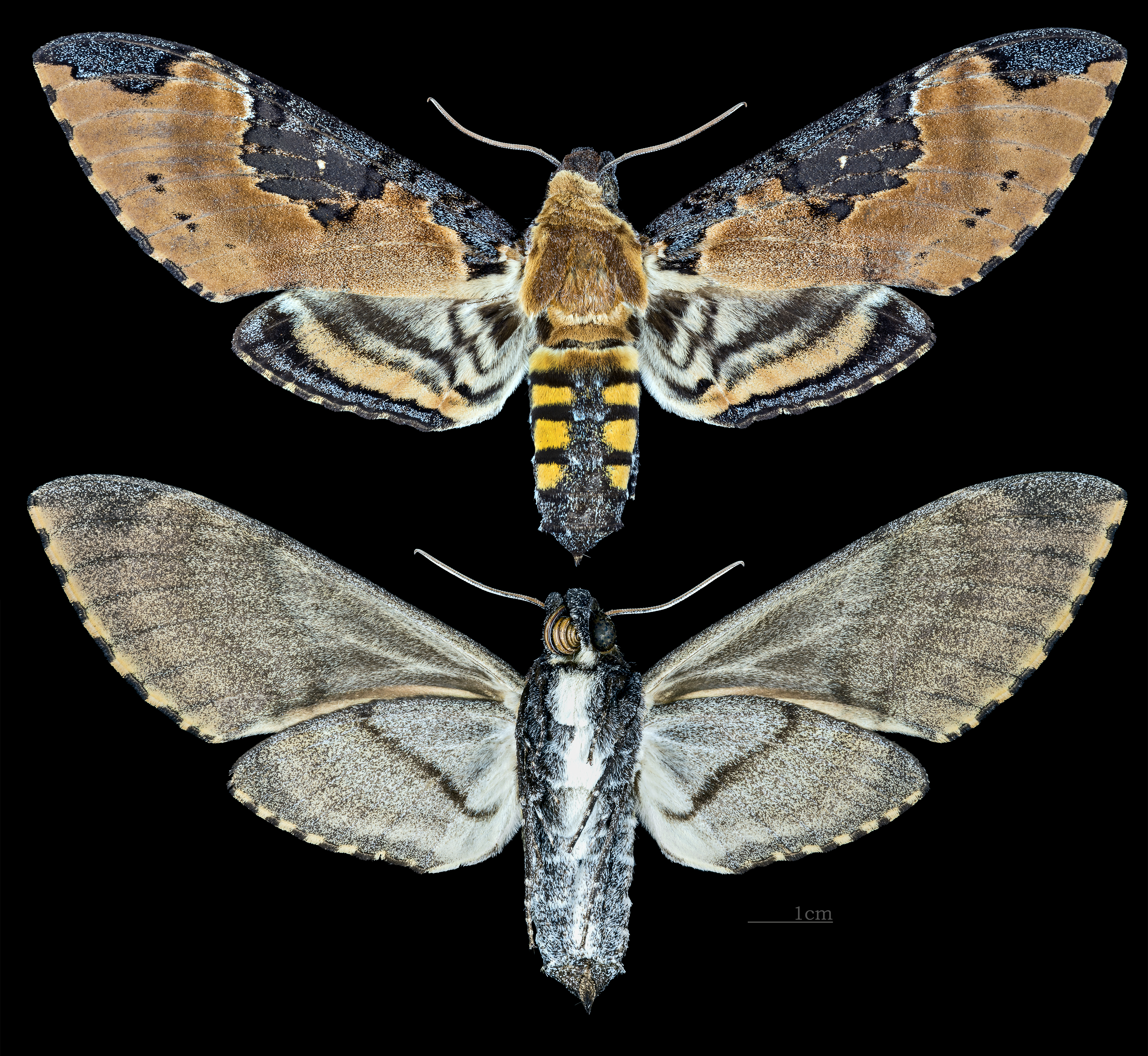
Manduca ochus
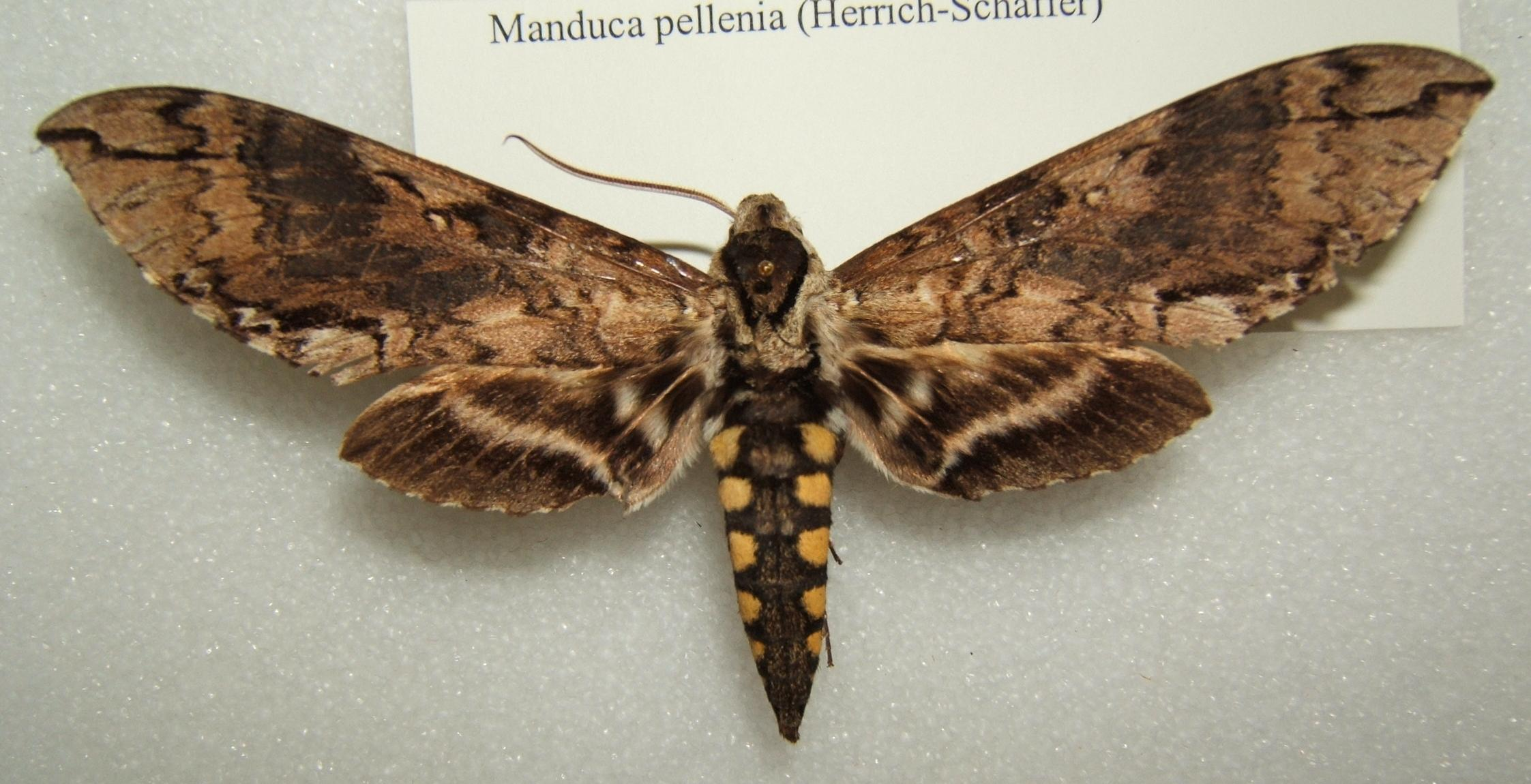
Manduca pellenia
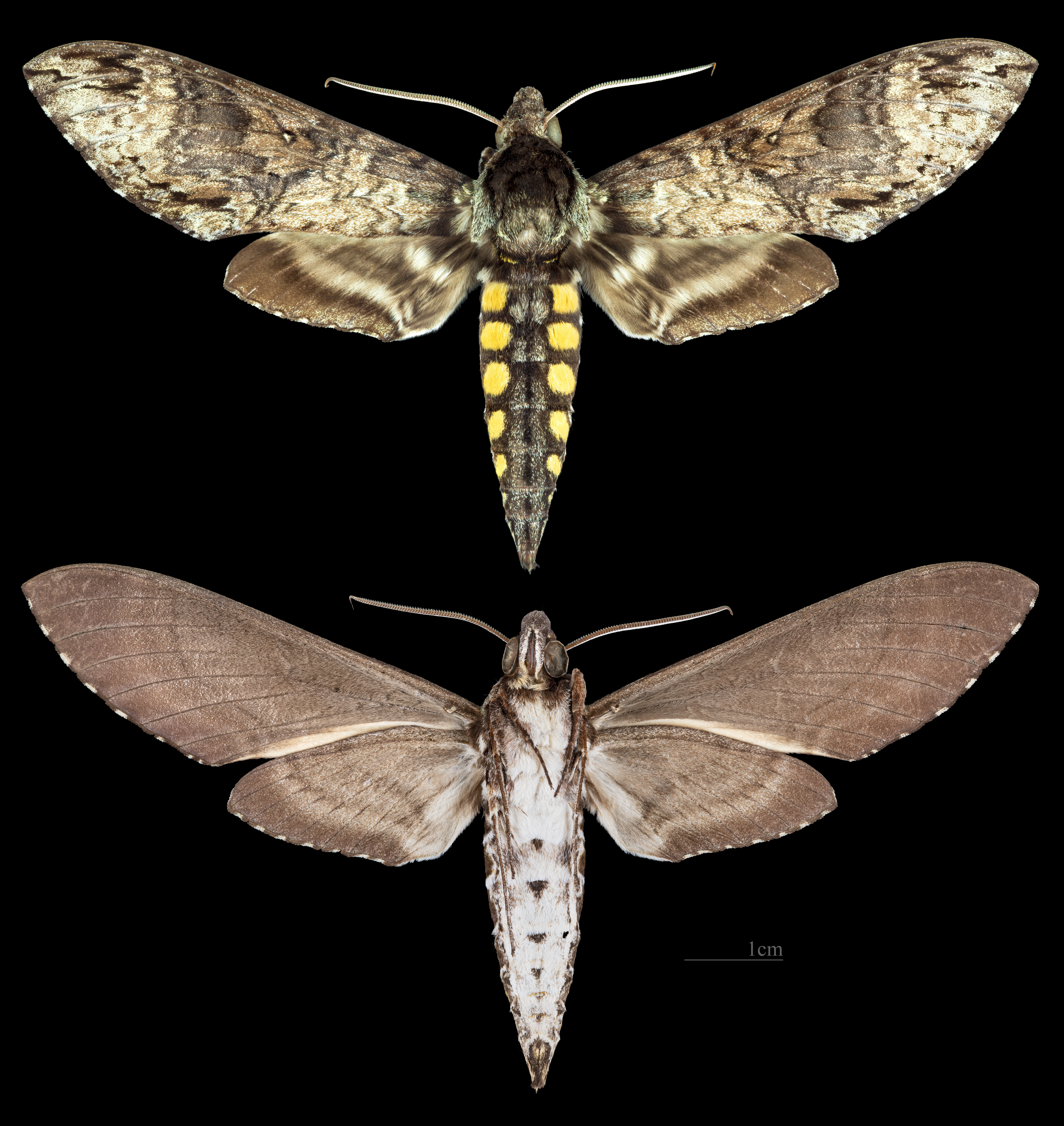
Manduca perplexa
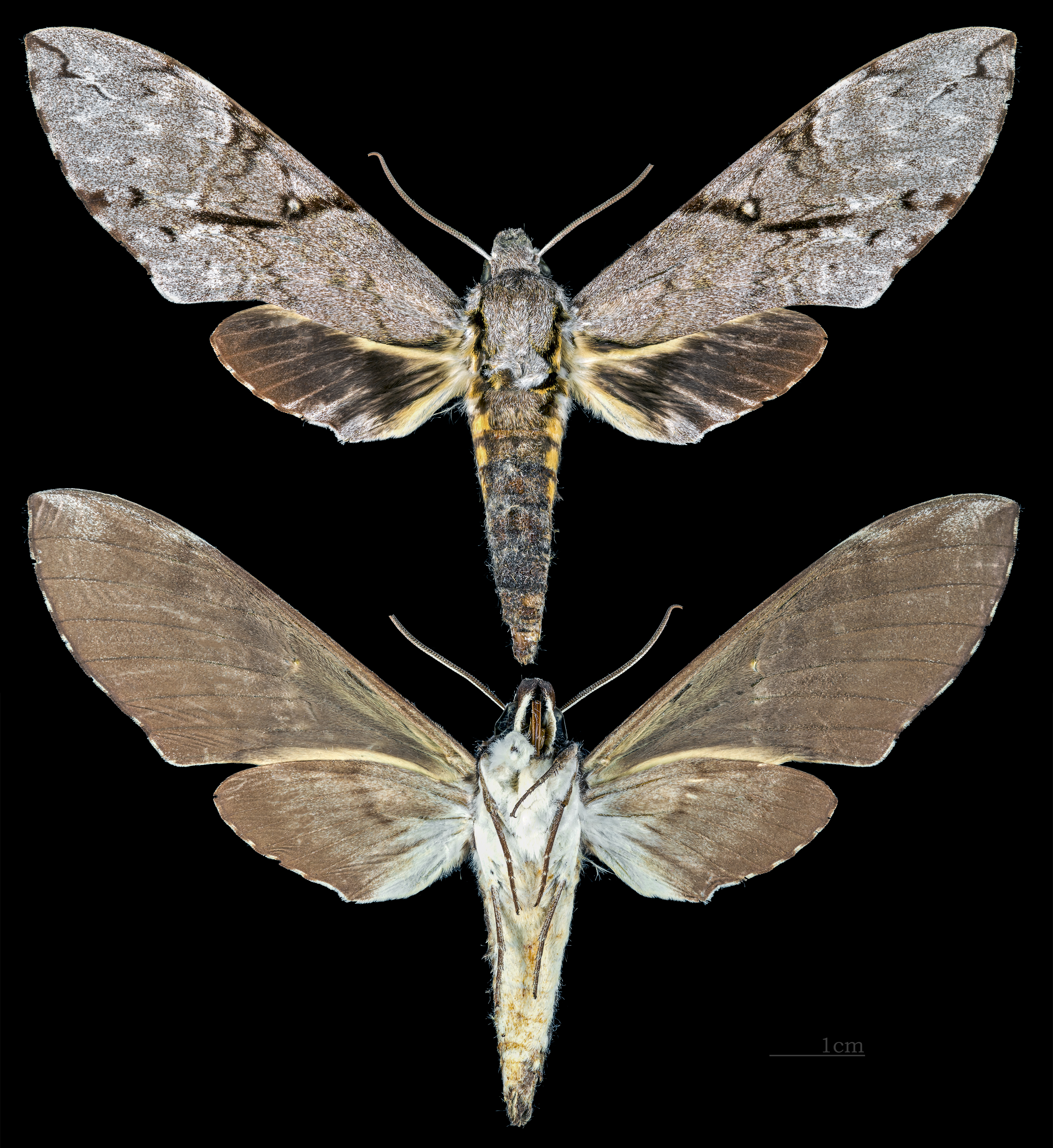
Manduca prestoni
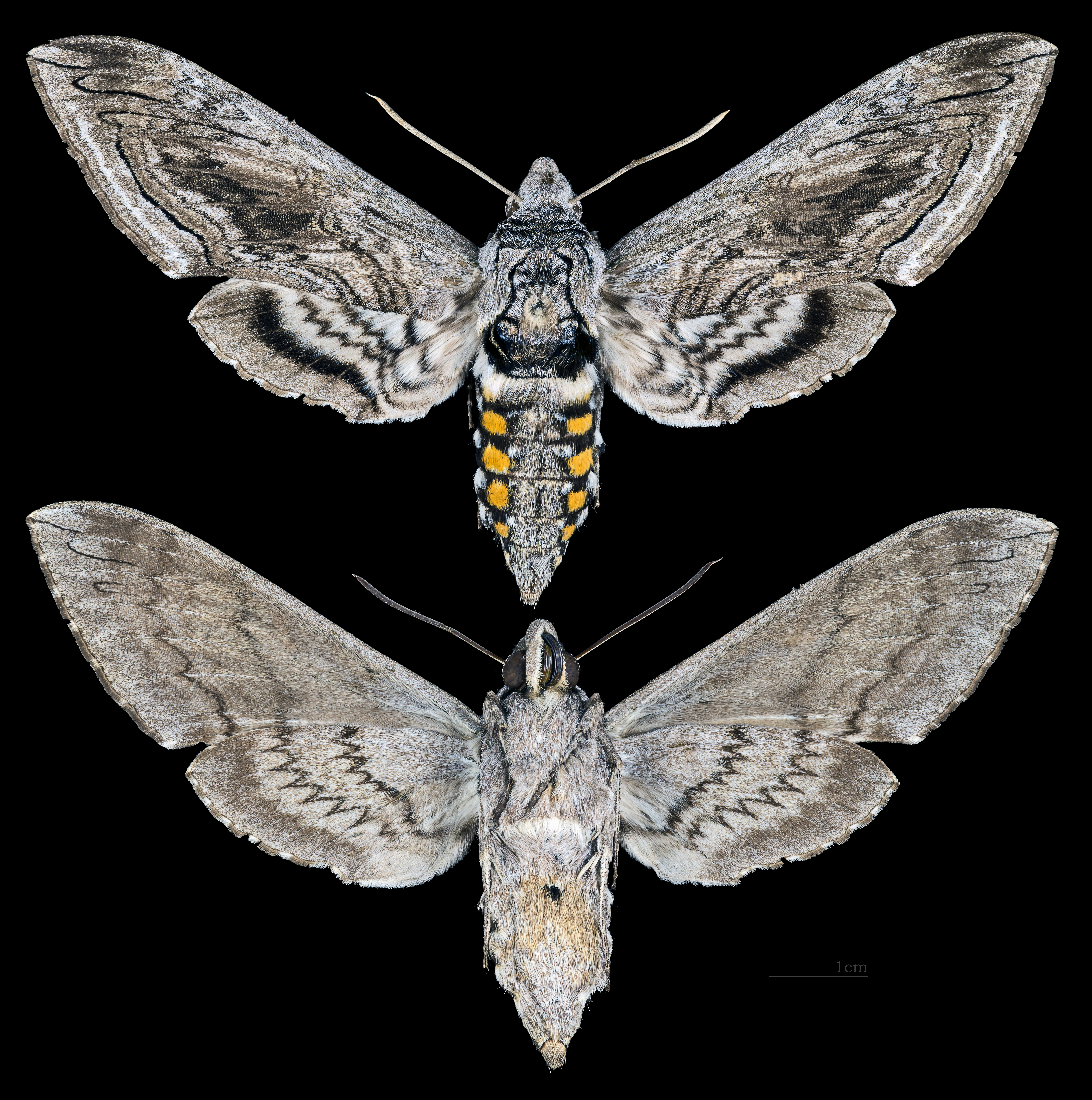
Manduca quinquemaculata
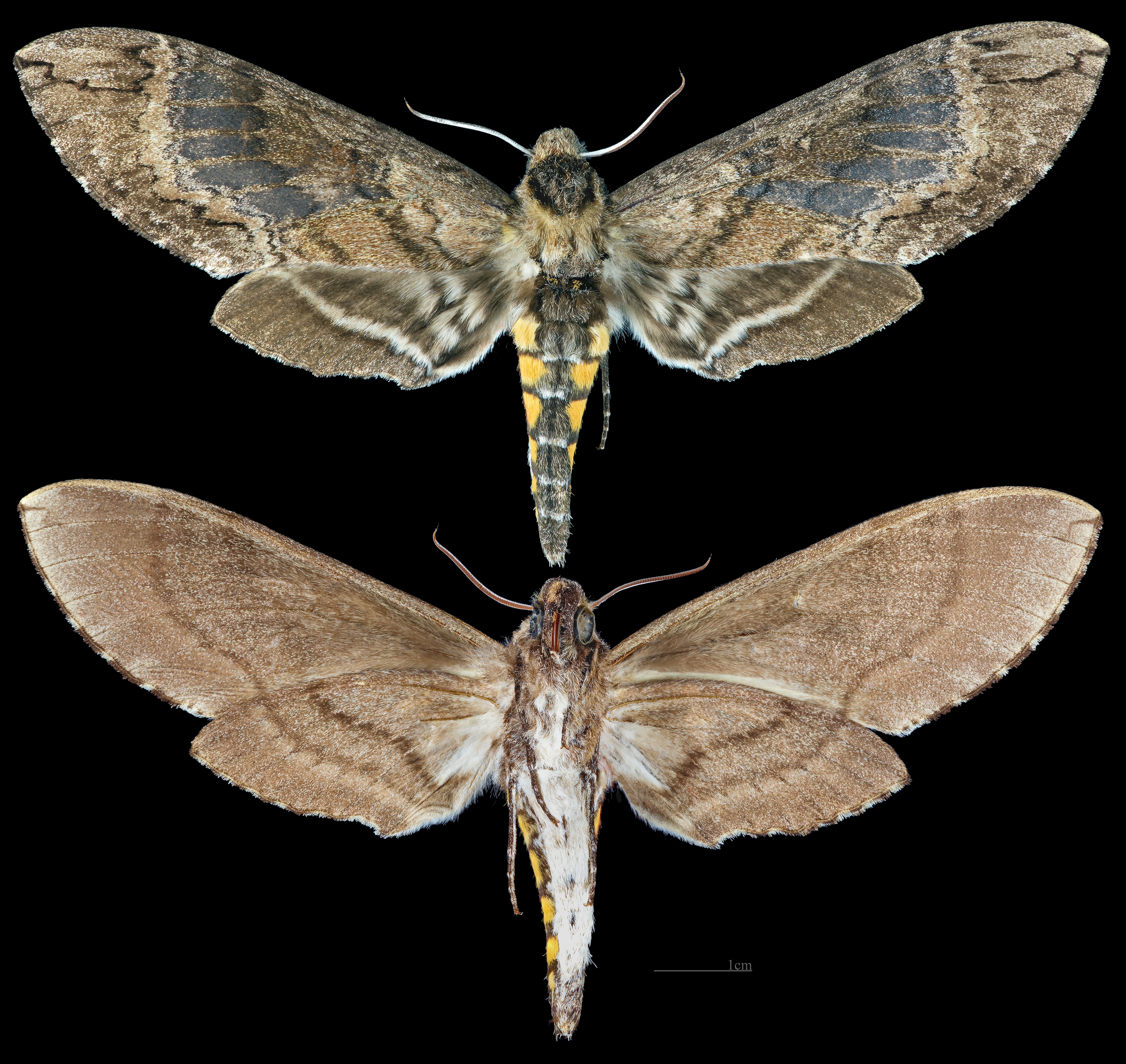
Manduca reducta
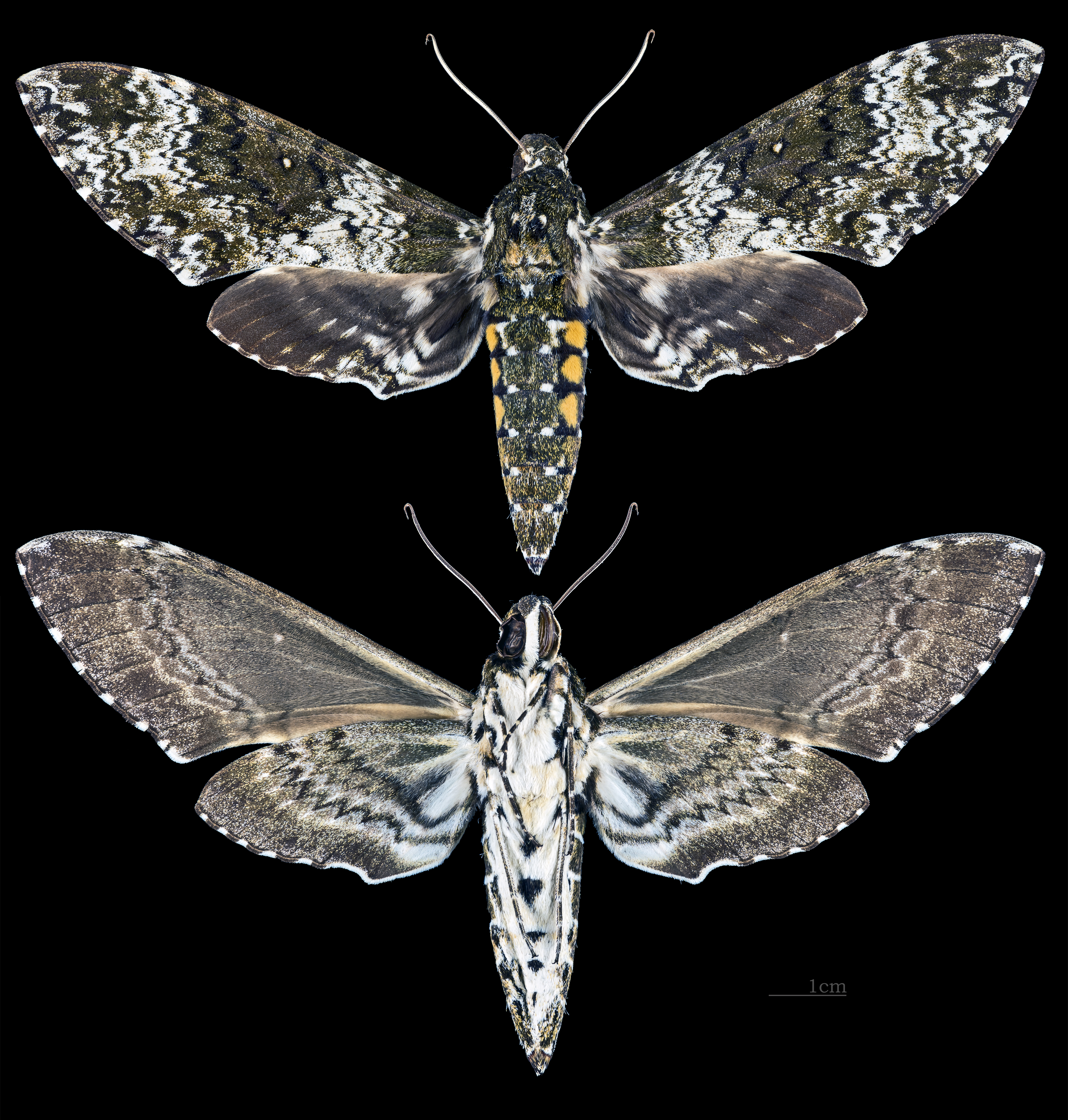
Manduca rustica
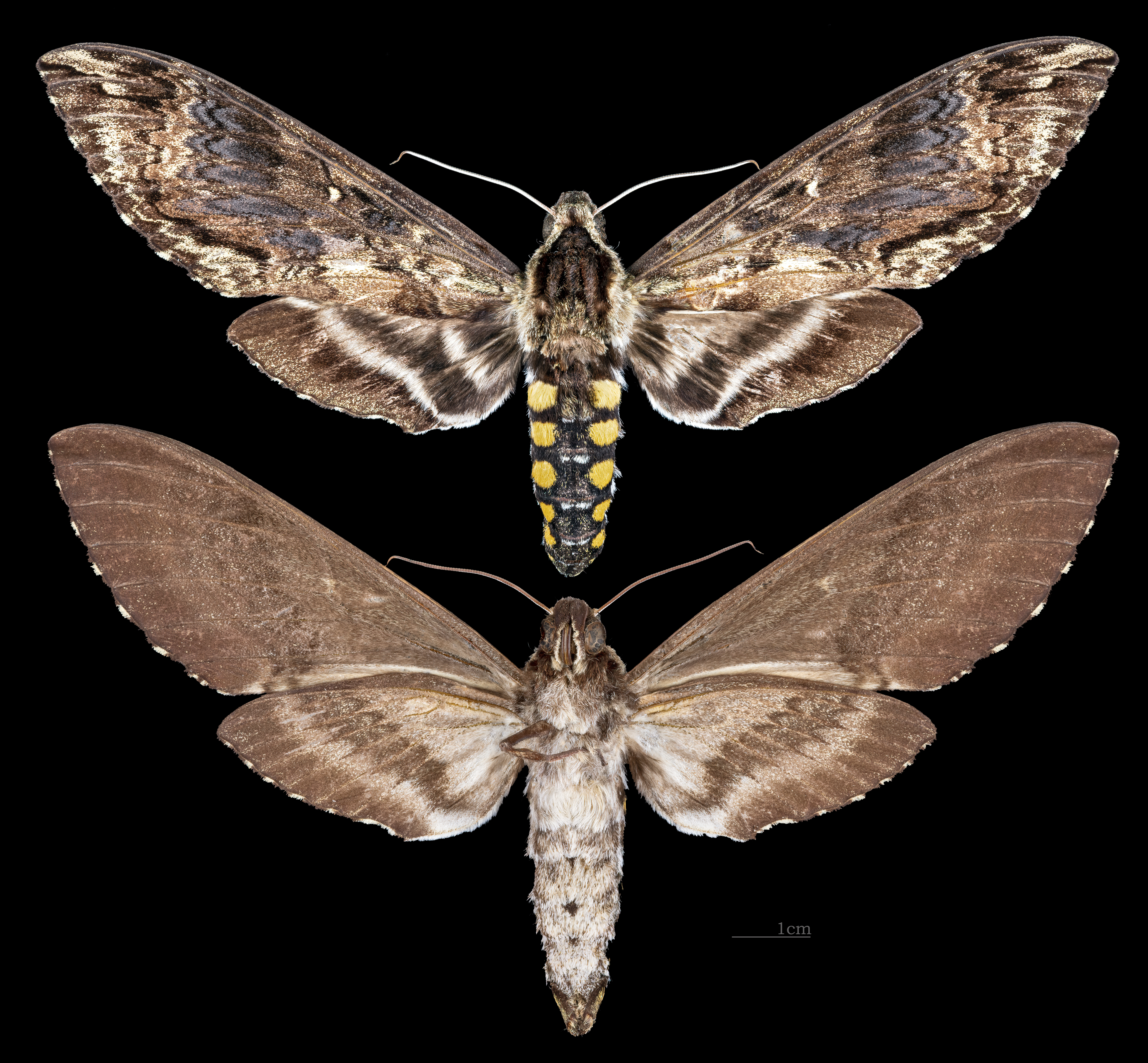
Manduca scutata
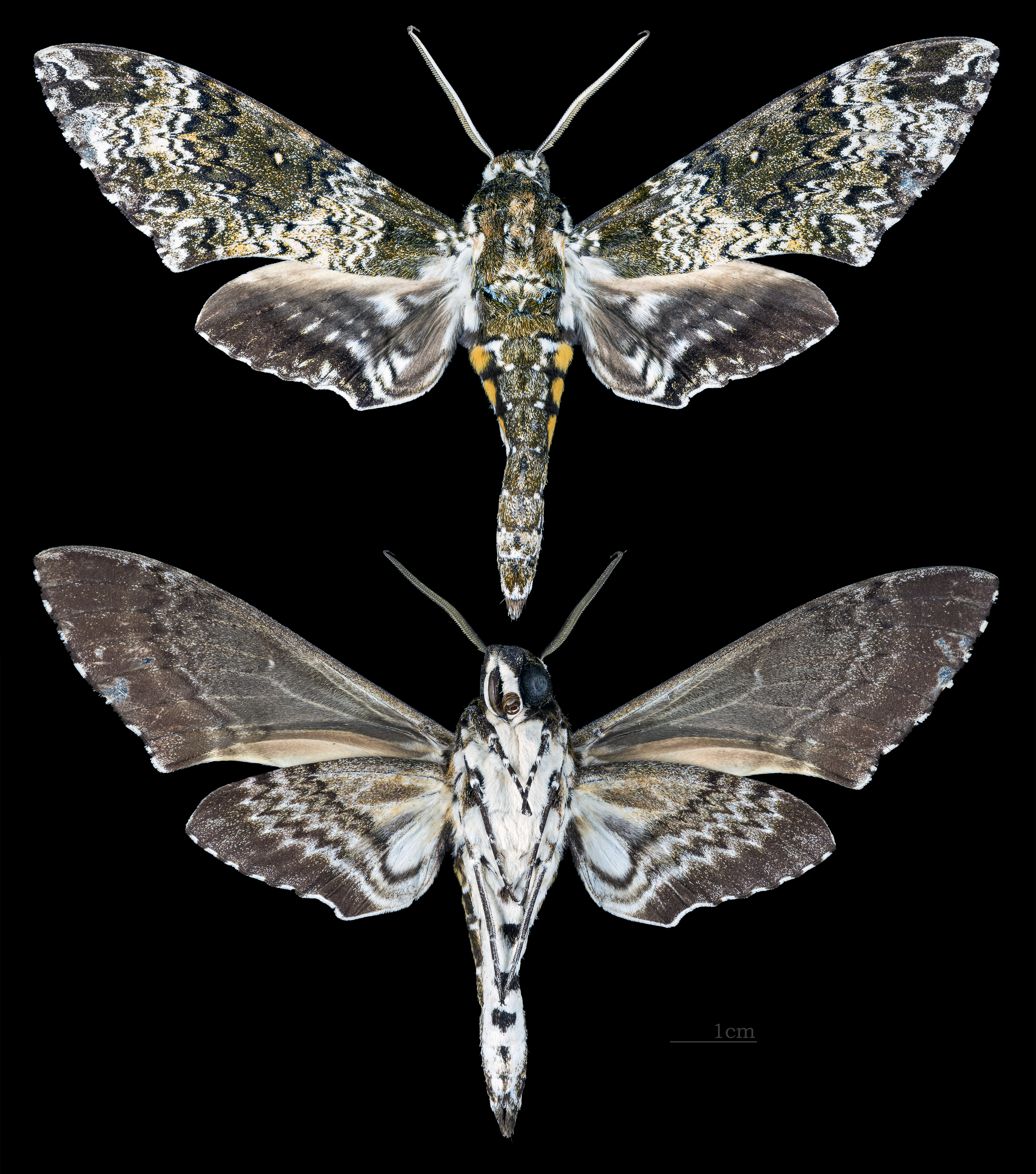
Manduca sesquiplex
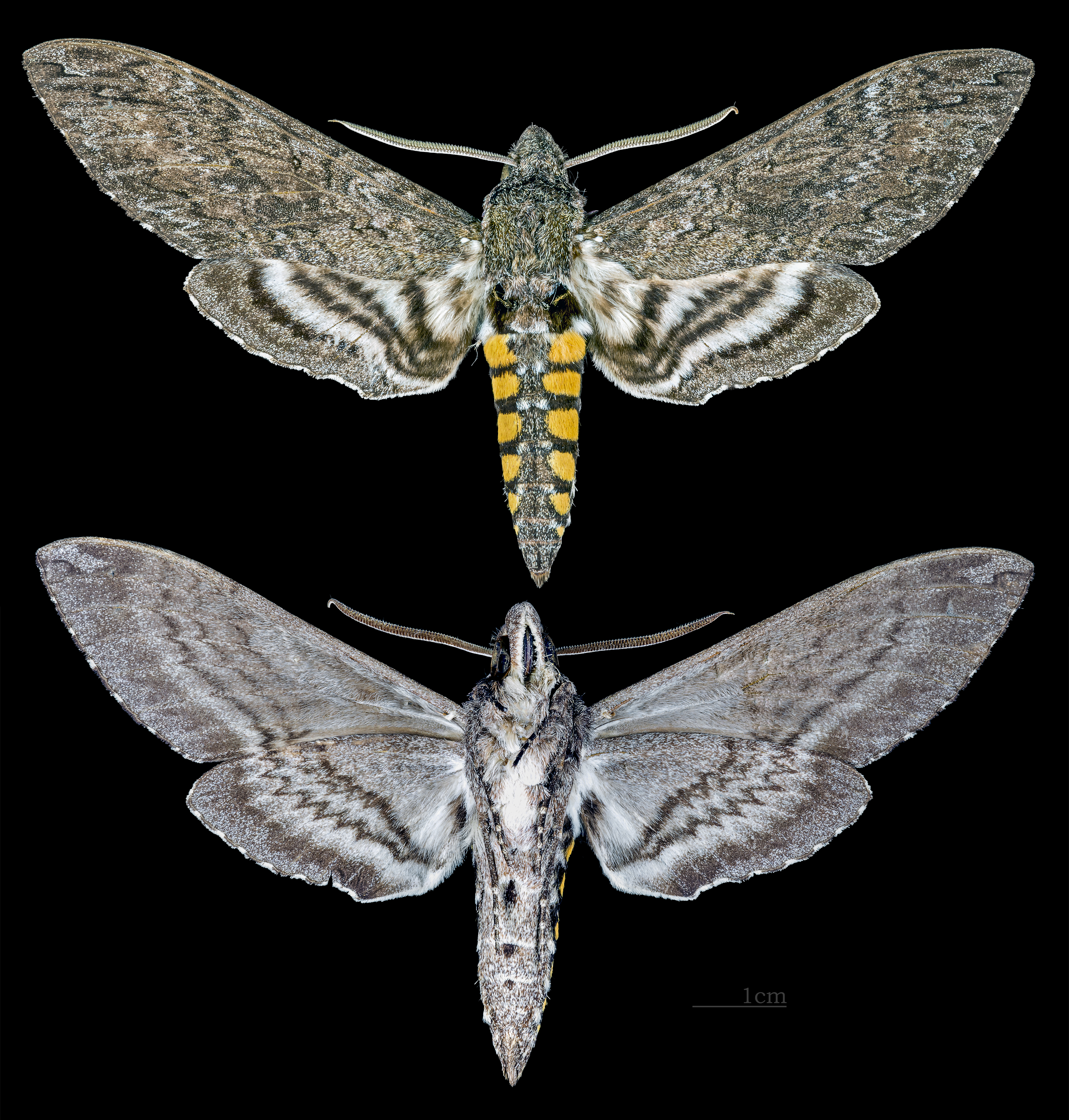
Manduca sexta
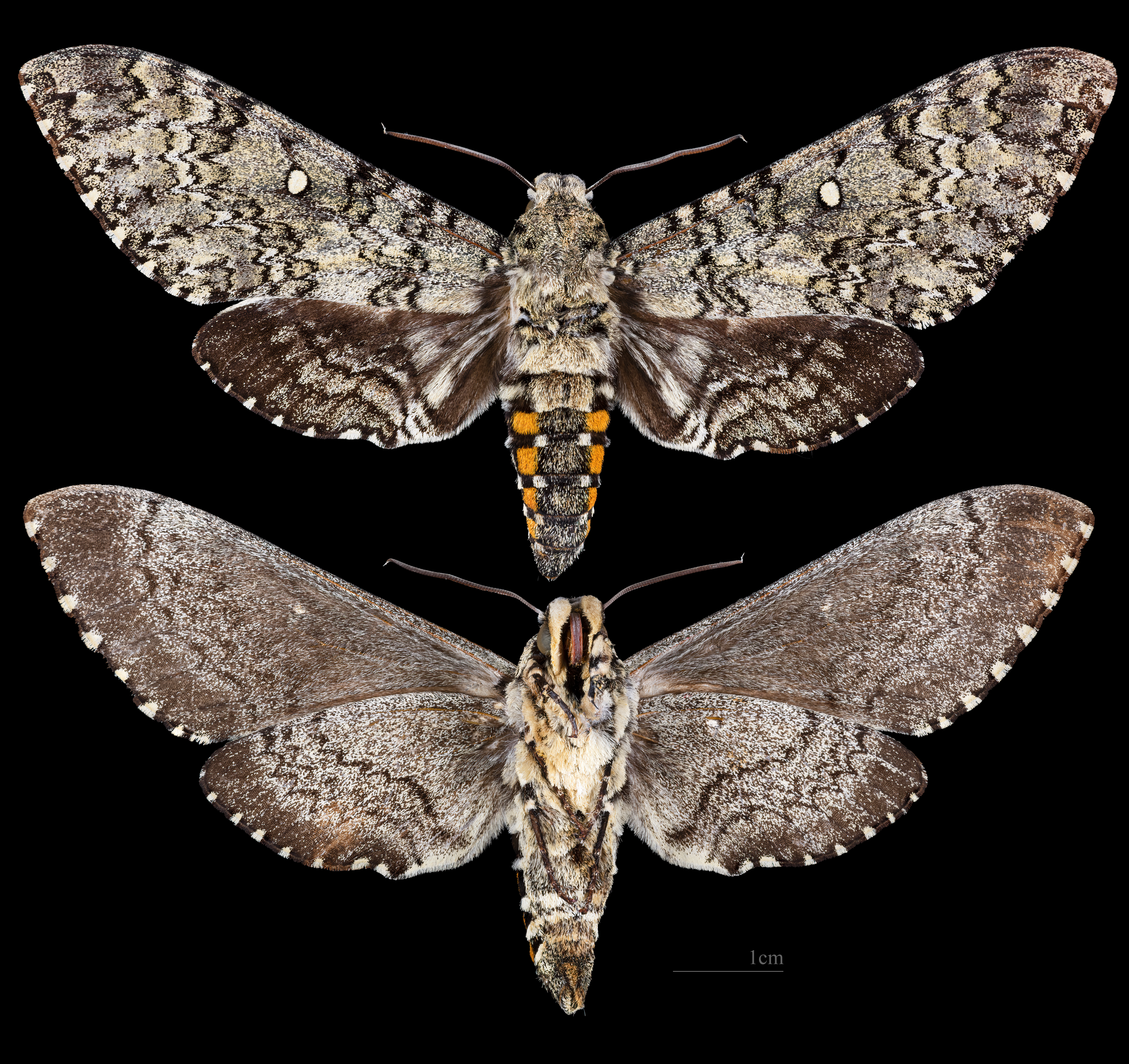
Manduca stuarti
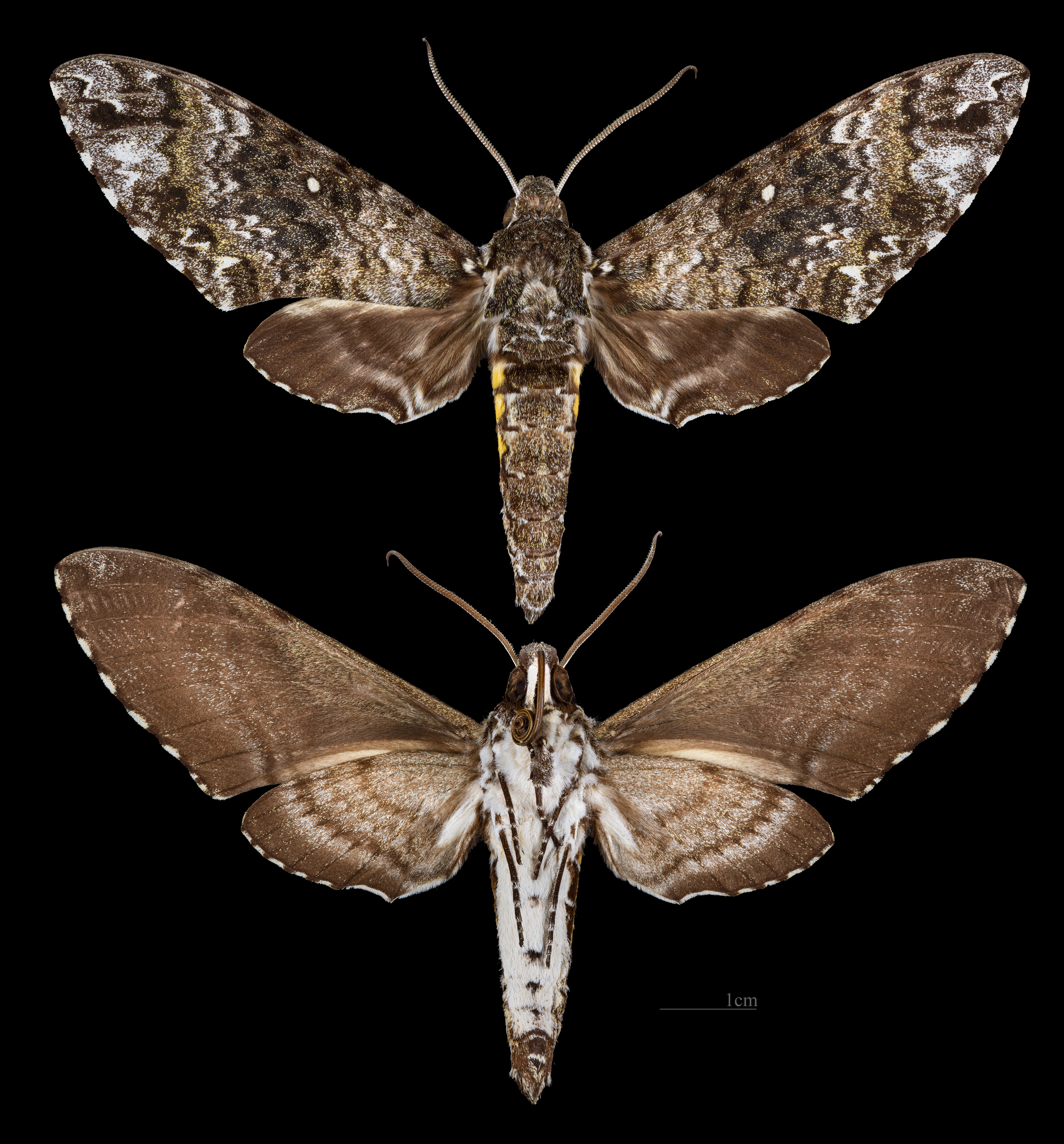
Manduca trimacula
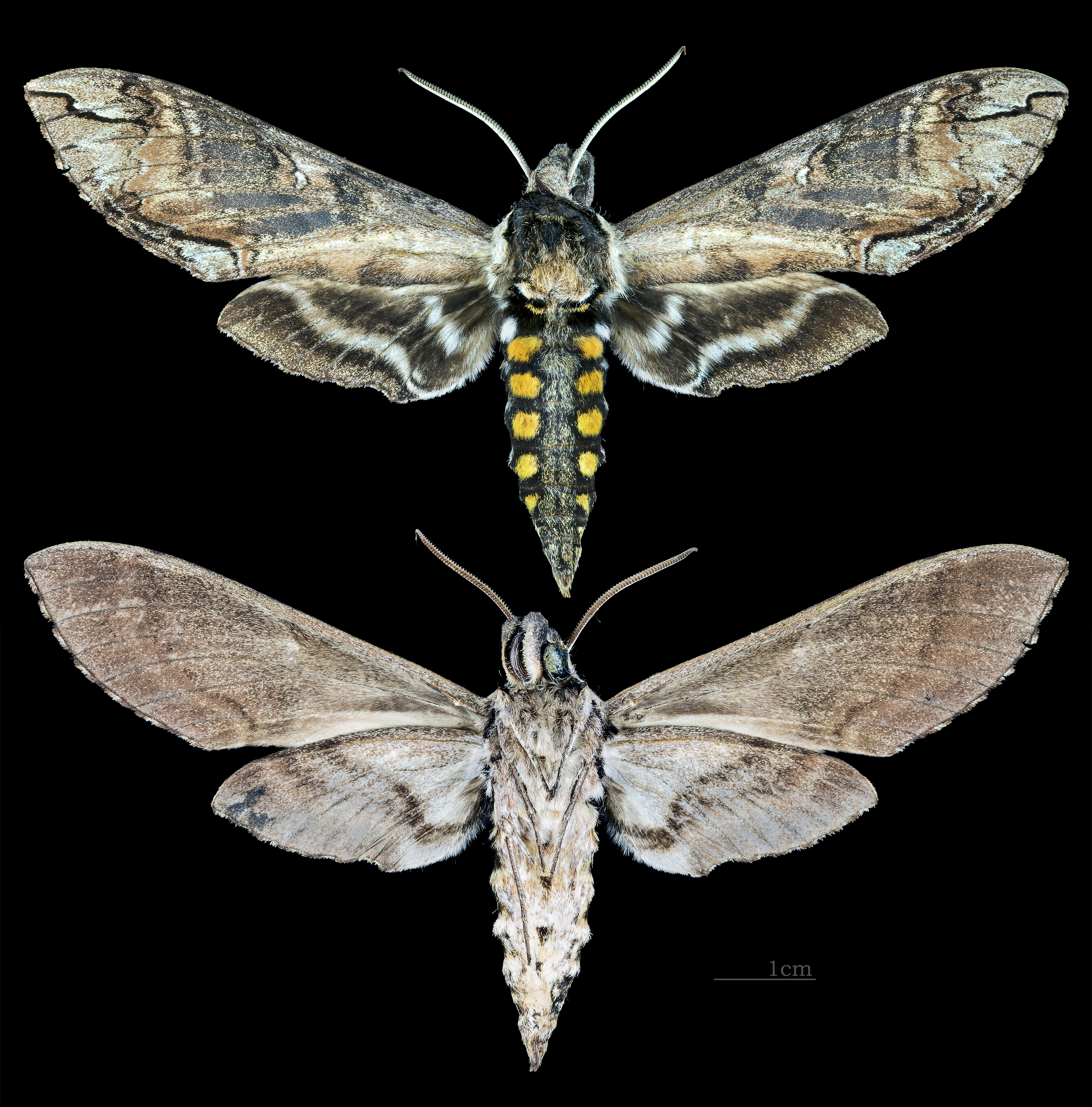
Manduca tucumana
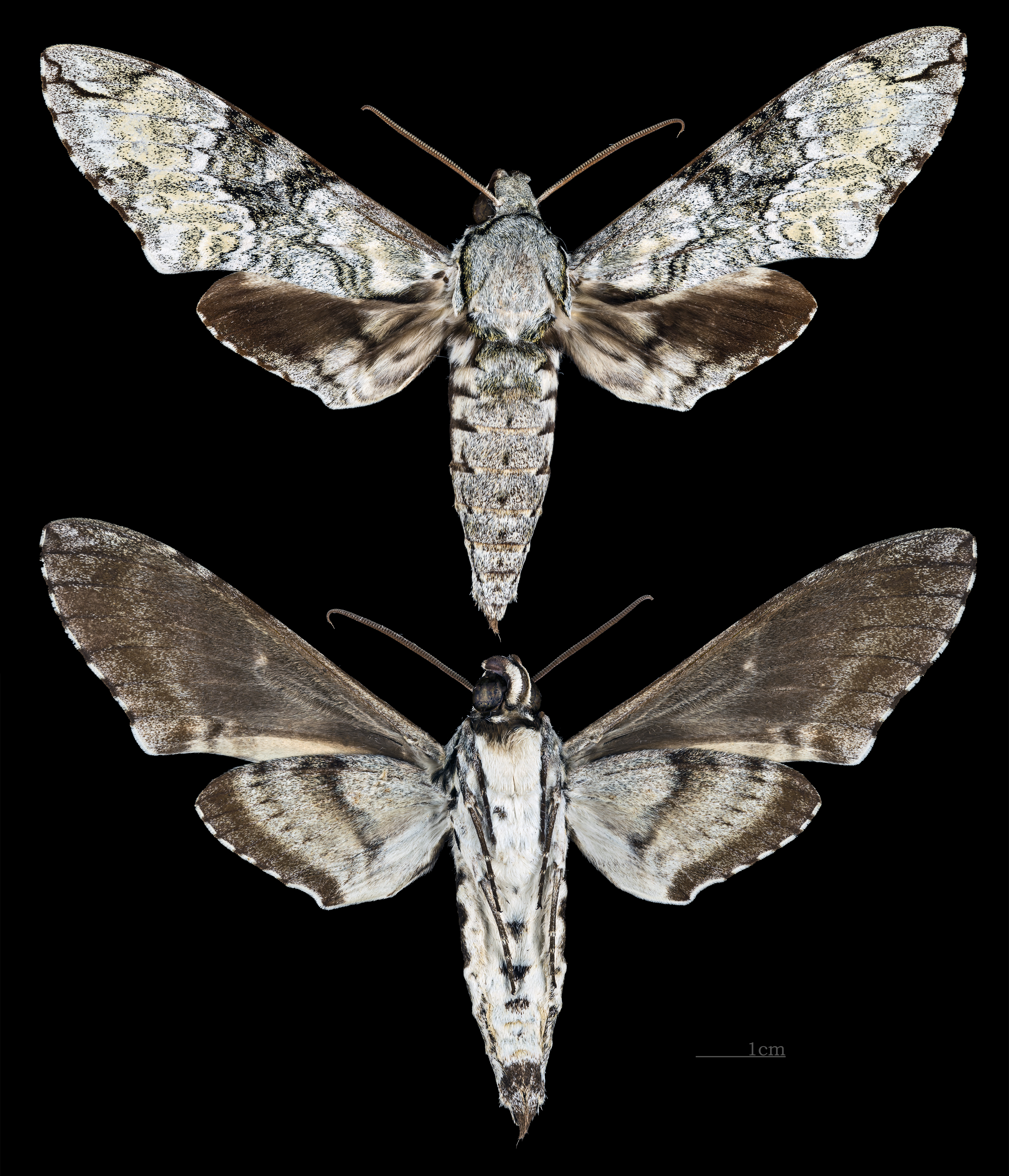
Manduca vestalis
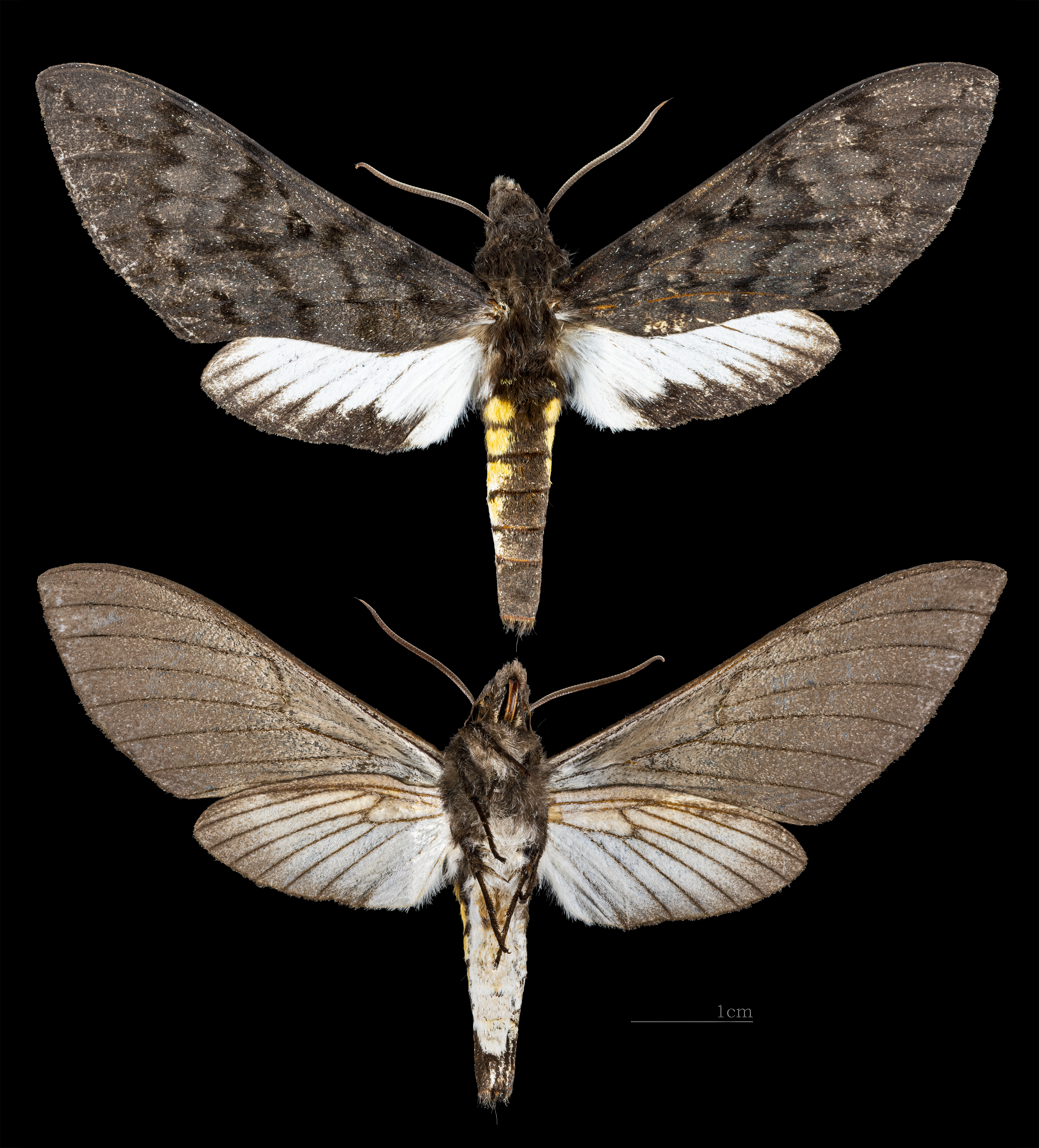
Manduca violaalba
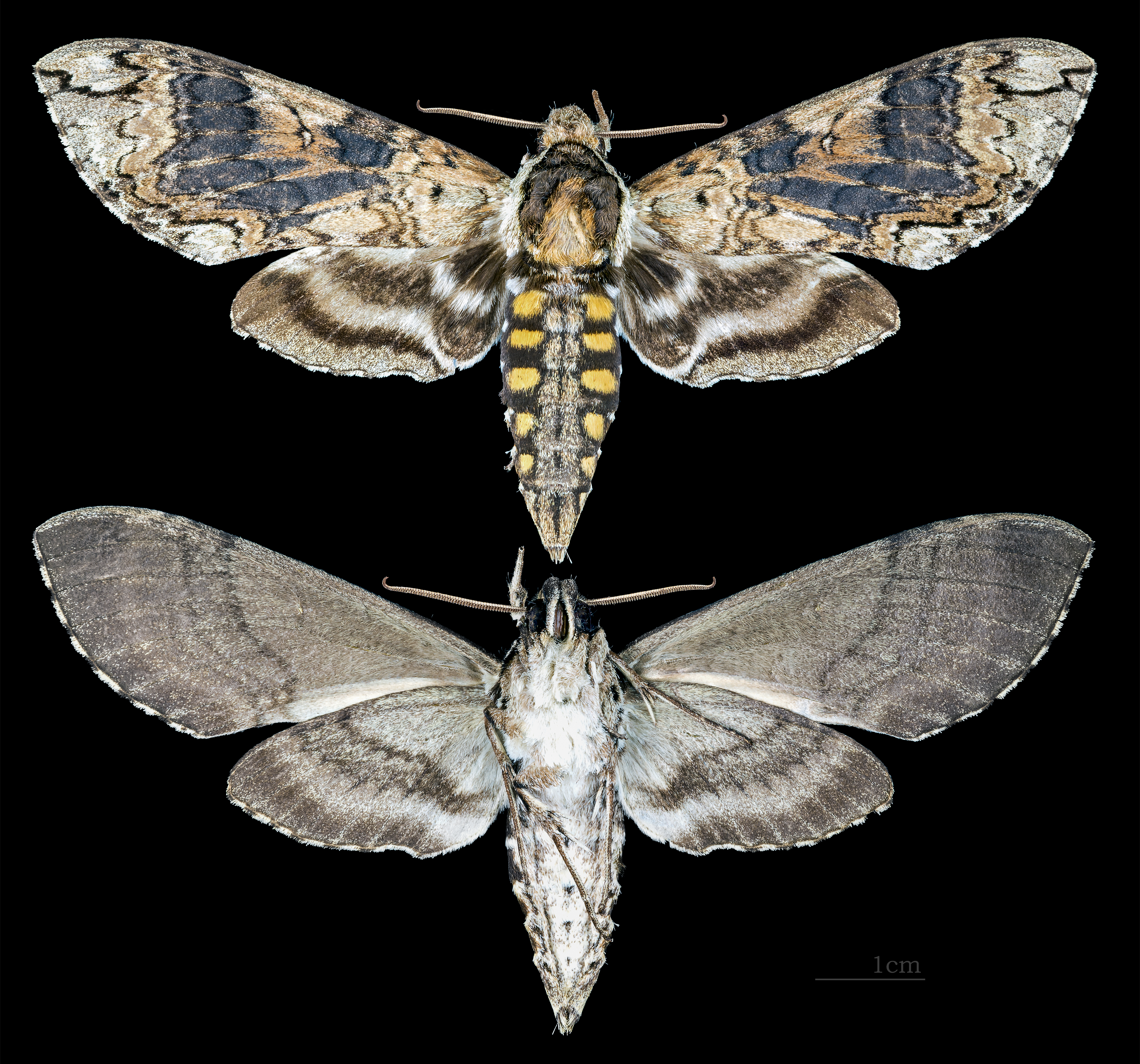
Manduca wellingi